# Marosvásárhely
Marosvásárhely (románul: Târgu Mureș – a második világháború utáni, rendszerváltás előtti román helyesírás szerint Tîrgu-Mureș, németül: Neumarkt, Neumarkt am Mieresch, erdélyi szász nyelven Nai Muark, latinul: Novum Forum Siculorum, Agropolis, Areopolis, Asserculis) municípium Romániában, Maros megyében. A székelység művelődési, ipari, kereskedelmi, közlekedési, oktatási és szellemi központja. Az egykori Marosszék, Maros-Torda vármegye, majd a Magyar Autonóm Tartomány, ma pedig Maros megye székhelye, a körülötte létrejött Marosvásárhely Metropoliszövezet központja. Lakosságát tekintve Románia tizenhatodik, Erdély hatodik legnagyobb városa. Itt él a legtöbb magyar Romániában; több, mint Kolozsváron.
Ezen a vidéken már az őskorban is volt emberi település, ami a Maros közelségének, illetve a dombokon kiterjedő hatalmas cserfa- és bükkerdőknek köszönhető. Az első település, amelyet ténylegesen a mai Marosvásárhely elődjének tekinthetünk, a 11. században alakult ki. Az 1323-ból származó első írásos említése Novum Forum Siculorumnak nevezi a várost. A 15. század első felében Marosvásárhely még mezőváros volt és Marosszéknek volt alárendelve. Viszont idővel mind önállóbb lett, és egyre több kiváltságot kapott az uralkodóktól. Az első bírói kiváltságot Mátyás király ajándékozta a városnak, 1470-ben, majd ezt 1482-ben egy vásáros kiváltság is követte. Báthory István fejedelemtől Izabella királynéig még számos kiváltságot kapott, míg végül elnyerte a szabad mezővárosi rangot. 1601-ben a tizenöt éves háború nyomán a császári zsoldosok Giorgio Basta vezetésével felégették. Ezek után megnőtt az igény egy falakkal körülvett várra, megépítéséhez neki is kezdtek, ekkor kapta meg Marosvásárhely a szabad királyi város rangot. A városi élet csak a 18. század során kezdett kibontakozni, de igazi lendületet a 19. század végén, illetve a 20. század elején Bernády György polgármesteri mandátuma alatt vett.
A legmagasabb nyilvántartott népesség 164 445 lakos volt (1992), aminek 51,4%-át magyarok tették ki. Az 1992-es népszámlálás után népességszáma csökken (1992–2002 között több mint 14 404 fővel) és a 2002-es adatok szerint a magyarság kisebbségbe került. Ennek okai részben a demográfiai hanyatlás felgyorsulása (születésszám visszaesése, elöregedés), a magyarok nagy számban való kivándorlása (a rohamos gazdasági fejlődés során a jelenség gyakorlatilag megszűnt), illetve a tehetősebb réteg a Marosvásárhely melletti lakóparkokba, illetve a környező településekre való kiköltözése (szuburbanizáció). A legfrissebb, 2011-es népszámlálási adatok szerint a város lakossága 127 849 főre csökkent, és ebből 44,87% (57 362 fő) vallotta magát magyarnak.
Marosvásárhely fő látványosságai közé tartozik a belváros, a Rózsák tere a számtalan barokk, szecessziós épülettel, mint a Keresztelő Szent János-templom, a Barátok templomának híres tornya, a Közigazgatási Palota vagy a Kultúrpalota. A 17. századi hangulat megteremtője a négybástyás vár, amelynek délnyugati részén kiemelkedik a Vártemplom tornya. A megyei jogú város számtalan egyéb látnivalója között nemzetközi viszonylatban is különleges műemlékek, templomok, barokk, klasszicista, neoreneszánsz, eklektikus és szecessziós stílusú középületek és lakóházak, múzeumok és galériák, valamint a köztéri szobrok és emlékművek sokasága található.

## Nevének eredete
1323-ban Novum Forum Siculorum (= Székelyújvásárhely), 1349-ben Sekulvasarhel néven említik. A Sekulvasarhel, avagy Székelyvásárhely nevet ha a magyar megnevezésből kiindulva vizsgáljuk és nem a latinból, akkor a név „Székely” részének az eredete kétséges. Először is székely népet vagy Székely családot jelenthet. Sok etnográfus a második lehetőséget elveti, és helyette azt állítják, hogy a „Székely” szó a település közelében lévő Székelyfalváról (a települést először 1467-ben említették, majd a 17. század folyamán eltűnt) ered. Ezt a Torja és Torjavásárhely (később Kézdivásárhely) esete is alátámaszthatja.
1616-ban Bethlen Gábor városi rangra emelte Marosvásárhely néven.
A román Târgu Mureș és a német Neumarkt am Mieresch tükörfordítás a magyarból. Azelőtt a románok Oșorheinek (ejtsd: osorhéj) (a magyar Vásárhely áthallása) hívták.

## Fekvése
Marosvásárhely három földrajzi tájegység találkozásánál fekszik (Mezőség, Maros-völgye és Nyárádmente), mintegy 320 méterrel tengerszint felett. A város a Maros mindkét partjára kiterjed, a központ és a városnegyedek nagy része azonban a folyó bal partján fekszik. A belvárostól nem messze található a város legmagasabb pontja, a Somos-tető, amely a város egyik legfontosabb turisztikai állomása, az itt található állatkertnek is köszönhetően.
A várost a következő községek veszik körbe: Marosszentgyörgy, Jedd, Marosszentanna, Marosszentkirály, Koronka és Maroskeresztúr.
Távolságok néhány fontosabb romániai városhoz képest:
- Bukarest vasúton 448 km, közúton 346 km
- Brassó vasúton 282 km, közúton 171 km
- Kolozsvár vasúton 127 km, közúton 105 km
- Nagyszeben vasúton 189 km, közúton 124 km

### Éghajlat
A város éghajlata mérsékelt kontinentális. 
| Hónap | Jan.  | Feb.  | Már.  | Ápr. | Máj. | Jún. | Júl. | Aug. | Szep. | Okt. | Nov.  | Dec.  | Év    |
| --- | ----- | ----- | ----- | ---- | ---- | ---- | ---- | ---- | ----- | ---- | ----- | ----- | ----- |
| Rekord max. hőmérséklet (°C) | 14,0  | 19,0  | 27,0  | 32,5 | 34,4 | 35,3 | 39,0 | 38,5 | 38,2  | 31,5 | 26,5  | 18,3  | 39,0  |
| Átlagos max. hőmérséklet (°C) | 0,6   | 3,6   | 9,9   | 16,0 | 21,0 | 23,7 | 25,2 | 25,2 | 21,7  | 16,0 | 8,4   | 2,4   | 14,5  |
| Átlagos min. hőmérséklet (°C) | −8,3  | −5,4  | −0,8  | 4,0  | 8,7  | 11,7 | 12,9 | 12,3 | 8,7   | 3,6  | 0,0   | −4,6  | 3,6   |
| Rekord min. hőmérséklet (°C) | −32,8 | −32,0 | −27,3 | −7,5 | −1,6 | 0,3  | 4,6  | 2,7  | −3,3  | −8,4 | −19,6 | −25,9 | −32,8 |
| Átl. csapadékmennyiség (mm) | 31    | 27    | 27    | 49   | 73   | 89   | 84   | 65   | 45    | 39   | 35    | 36    | 600   |
| Forrás: Weatherbase. Weatherbase. [2012. március 22-i dátummal az eredetiből archiválva]. (Hozzáférés: 2010); Climate:Târgu Mureș. Climate-Data. (Hozzáférés: 2018) |       |       |       |      |      |      |      |      |       |      |       |       |       |

### A város egy régi leírása

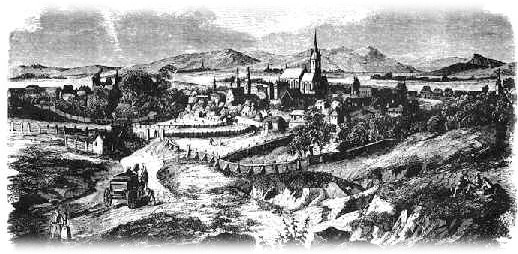
Régi látkép

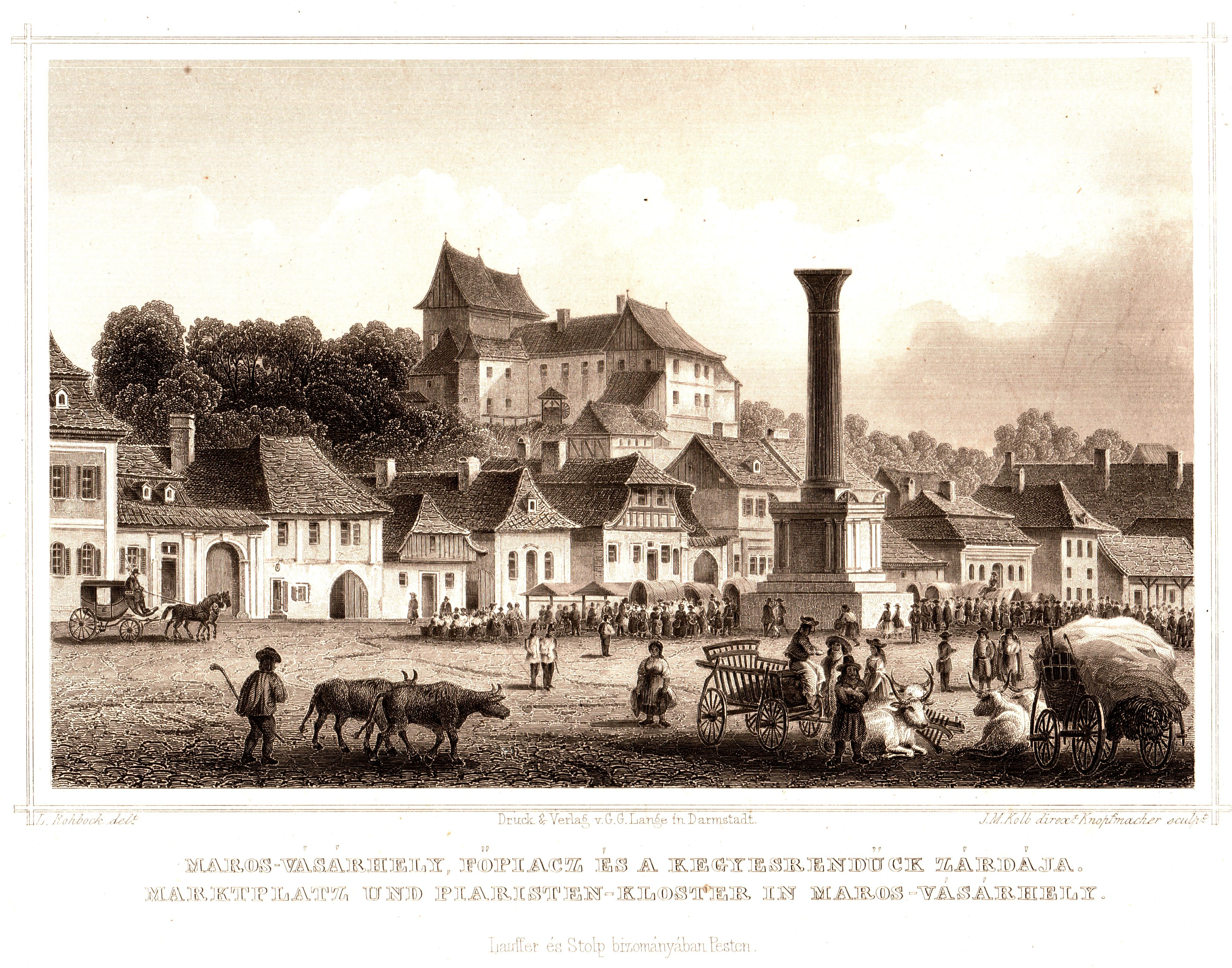
Marosvásárhely – piac a főtéren (egykor)

„A délkeleti irányból lefolyó Poklos patakának Marosba szakadásánál egy lomberdők által koszorúzott hegyfok szögellik ki. – Ez Nagyerdő nevét a tetejét koronázó s oldalait borító több száz hold kiterjedésű azon csererdőről veszi, mely itt ezen erdőszegény vidéken a Nagyerdő elnevezést jogosan kiérdemli. Ezen hegységnek vég előfokát Somostetőnek nevezik; ott vannak Vásárhelynek szép nyaralókkal, borházakkal és csinos gloriettekkel tarkázott szőlői (mely szőlők Trébely nevet viselnek). Maga a város e hegyfoknak térbe enyésző legalsó lépcsőzetén és annak a Maros által körülkanyargott északnyugati alján igen regényesen és festőileg fekszik, s főként az alulról jövő előtt egy tekintélyes nagy városnak tünik fel; mint mellékelt – ezen oldalról felvett – czímképünk is láttatja. Ha Vásárhely a távolból költött várakozásnak nem is felel meg, azért az mégis a Székelyföld legnagyobb, legszebb városa, melynek közel 12 000 lelkes és szorgalmas magyar lakosa van (1858-ki hivatalos összeírás szerint 11 710), mi az 1837-ki népszámláláskor talált 7348 lélekhez viszonyítva igen kedvező népszaporodást mutat. Ezen lakosság kivétel nélkül székely, mert úgy a kevés számú keleti vallásúak, a lutheránusok, zsidók és letelepült idegenek teljesen el vannak magyarosodva. E népség igen nagy értelmiségi járulékot ád; mit a kir. tábla, a reform. főiskolája és a kath. gymnásium itt léte hovatovább örvendetesen gyarapít, e mellett polgárságának igen nagy része ipart, kereskedést üz, de azzal kapcsolatosan – mint minden székely város lakossága – a föld és- szőlőművelést is nagy előszeretettel gyakorolja.”

## Története

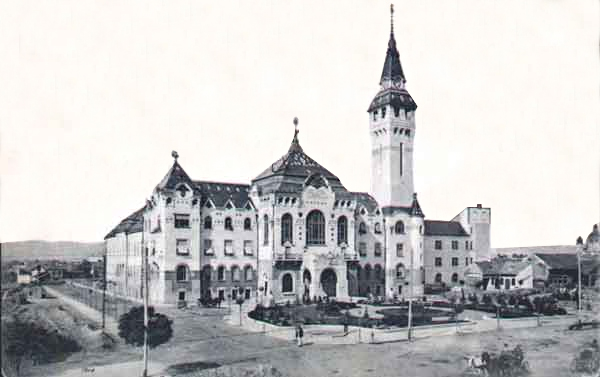
A Közigazgatási Palota

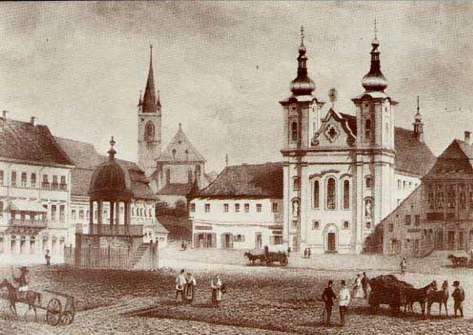
A belváros a Keresztelő Szent János-templommal és a Vártemplommal

Marosvásárhely környéke feltehetően már az őskorban is lakott volt. Erre engednek következtetni azok a régészeti leletek, amelyeket a városban, illetve a környező településeken: Maroskeresztúron, Malomfalván, Maroscsapón és Marosszentannán tártak fel.
A rendelkezésre álló adatok alapján az egyetlen székelyföldi „libera regia et murata civis”, azaz „szabad királyi, kerített város” Vásárhely kialakulásának idejére csak következtetni tudunk. Székelyvásárhely a 12. század végén vagy a 13. század elején jött létre. A település latin neve Novum Forum Siculorum, új keletű vásároshelyre utal, mely vásároshely kialakulása összefüggött a marosi székelyeknek ezen a területen való letelepedésével. Ez a feltételezés csak akkor helytálló, ha a „székely” nevet „székelység”, „székelyek” értelemben használjuk és a latin elnevezést „székelyek vásáros helye”-ként fordítjuk. Az eredeti megnevezést a vidéken élő magyar lakosság adta: Székelyvásárhely, és ezt fordították latinra.
Először 1107-ben említik a várost Novum Forum Siculorum néven. Vártemploma helyén a tatárjárásig a domonkosok temploma állott. Az elpusztult templom helyén 1260-ban a ferencesek építettek új gótikus templomot, amelyet 1446-ban fejeztek be. 1439 óta 36 alkalommal volt a város országgyűlés színhelye. 1492-ben Báthory István erdélyi vajda védművekkel erősíttette meg, ami ötszög alakú külső tornyos vár volt. 1506-ban a város mellett verték meg a felkelt székelyek Tomori Pál seregét. A vár 1600–1601-ben Basta ostromai következtében rommá vált. 1602-ben Németh Gergely a város megmaradt házait is felgyújtatta. 1602-ben kezdték el a vár újjáépítését, de csak 1614 és 1653 között lett kész. Székely Mózes az egyetlen székely fejedelem is megfordult a városban, amikor 1603-ban Erdélyt felszabadította az idegen uralom alól. 1616-ban szabad királyi város lett. 1658-ban török és oláh hordák rohanták meg és égették fel. 1661. szeptember 14-én Ali pasa nyomására itt választották fejedelemmé I. Apafi Mihályt. 1662-ben a város az itt uralgó törökök vigyázatlanságából szinte teljesen leégett. 1687-ben császári csapatok pusztították. 1704-ben Kaszás Pál serege foglalta el a várat, amit 1706-ban Pekry Lőrinc foglalt vissza a labancoktól. 1707. április 5-én itt emelték II. Rákóczi Ferencet a fejedelmi székbe. 1707-ben, 1709-ben, 1719-ben és 1738-ban pestis pusztította.
1848. november 4-én falai alatt verték meg a császáriak a székelyek seregét, majd a várost is elfoglalták. 1849. január 13-án Tolnay őrnagy honvédserege foglalta vissza. Július 30-án innen indult Petőfi Sándor és Bem József a segesvári csatába. 1854-ben itt, a Postaréten végezték ki a székely vértanúkat, 1874 óta emlékmű jelöli a helyet. 1861-ben Marosszék székhelye lett. 1876-ban újra tűzvész pusztította, ugyanebben az évben Maros-Torda vármegye székhelye lett. 1880-ban Bem, 1893-ban Kossuth szobrát, 1907-ben Rákóczi mellszobrát avatták fel a Főtéren. 1923-ban a románok mindhármat ledöntötték.

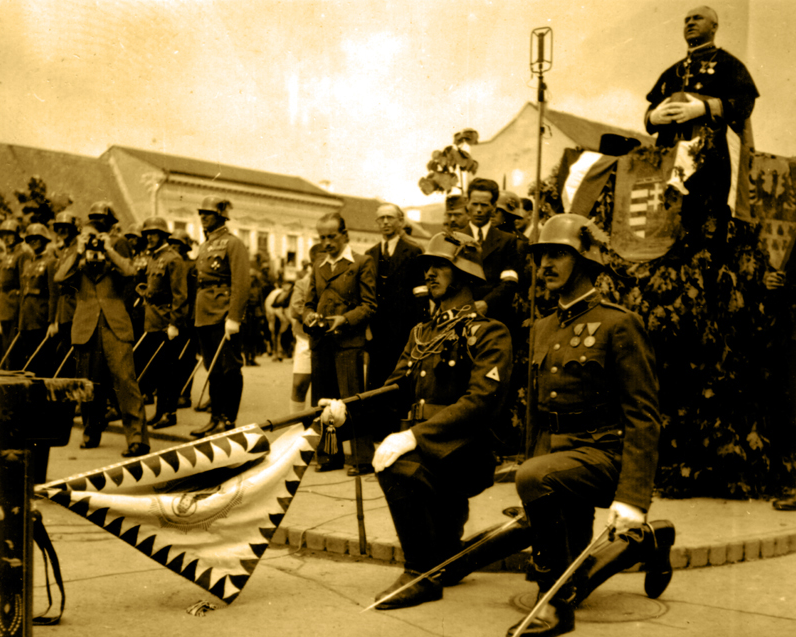
A bevonulás alkalmából tartott ünnepség Horthy Miklós tiszteletére

Noha Marosvásárhely, a „székelyek legnagyobb városa”, az egyetlen olyan székelyföldi település volt, mely szabad királyi város címmel büszkélkedhetett, sokáig mezővárosi jellegű maradt, és csak a 20. század elején indult látványosan fejlődésnek. A város akkori polgármesterének, Bernády Györgynek köszönhetően alakult ki a város központját ma is meghatározó szecessziós városkép. Az ő irányításával újra feltérképezték, felparcellázták a várost, rendezték a vár környékét, közparkokat hoztak létre, csatornáztak, aszfaltozták az utcákat. A város meglévő és leendő utcáit virágokkal, fákkal ültették be, ettől az időtől emlegetik a „virágok városa”-ként Marosvásárhelyt.
A városnak 1910-ben 25 517 lakosa volt, ebből 22 790 magyar, 1717 román és 606 német.
1940. augusztus 30-án a második bécsi döntés visszacsatolta Magyarországhoz, ahová először a Székelyföldre előreküldött Gyorshadtest vonult be Miklós Béla tábornok vezetésével, szeptember 10-én. Az alakulat csak áthaladt a városon, így a honvédséget ünnepélyesen szeptember 15-én fogadták, amikor a IV. hadtest szekszárdi 12. gyalogdandárja vonult be Nagy Vilmos tábornokkal az élén. Egy nappal később Marosvásárhelyre látogatott Horthy Miklós is. A kormányzó tiszteletére adott díszmenetben a szekszárdi 12. gyalogdandár díszszázada, a 18. és a 48. gyalogezred egy-egy zászlóalja, valamint a 2. huszárezred és a IV. gépvontatású közepes tüzérosztály vett részt.
Marosvásárhely az 1947. február 10-i párizsi döntéstől kezdve újból Romániához került, 1950–1968 közötti Magyar Autonóm Terület, majd a Maros Magyar Autonóm Tartomány központja volt.
1958. február 25-én az akkori Magyar Népköztársaság delegációja Kádár János vezetésével, a bukaresti útja után, Marosvásárhelyre látogatott. Az akkori lapok szerint 12 000 ember gyűlt össze a vasútállomás előtti téren és a küldöttséget Csupor Lajos, a Magyar Autonóm Tartomány főtitkára, a tartományi néptanács elnöke, Bugyi Pál, Kovács György író és Andrásofszky Tibor rektor fogadta. Ezután látogatást tettek a Simó Géza-gyárban, majd nagygyűlést szerveztek, amelyen ezer munkás vett részt. A magyar küldöttség részéről Kállai Gyula szólalt fel, beszédét a Marosvásárhelyi Rádió élőben közvetítette. Kállai kijelentette, hogy a Magyar Népköztársaság szerint Romániában megszűntek a nemzetiségi gondok, és útjukkal meg szerették volna cáfolni azokat a vádakat, hogy Magyarországnak területi igényei volnának. A kijelentést elégedetlenséggel fogadták az egybegyűlt munkások, hangos bekiabálások történtek, illetve többen a termet is elhagyták. A nagygyűlés után a delegáció meglátogatta az Orvosi és Gyógyszerészeti Egyetemet, ahol a tanári kar, Andrásofszky Tibor igazgató vezetésével, bemutatta az intézményt. Az előadóteremben Kádár rövid beszédet mondott, az értelmiségiek szerepéről az „új világ” megteremtésében. Este a Kultúrpalotában a Székely Népi Együttes ünnepi műsort adott a küldöttségnek.

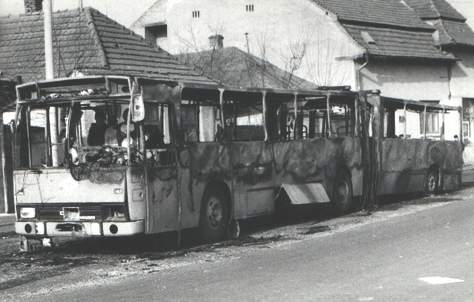
Szétvert, felgyújtott autóbusz

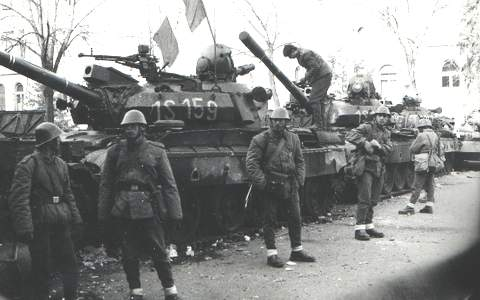
A román rendőrség és hadsereg jobbára tétlen szemlélő volt, majd kizárólag magyarokat tartóztattak le

1959. szeptember 7-én Marosvásárhelyre látogatott Gheorghe Gheorghiu-Dej, a Román Munkáspárt főtitkára, meg az akkori miniszterelnök, Chivu Stoica. Ekkor döntötték el, hogy a műtrágyakombinát hova épüljön, illetve Marosvásárhely új negyedeinek a helyét. Furcsa módon úgy döntöttek, hogy nem a Maros völgyében, hanem a környező dombokon fognak felépülni a negyedek.
Az 1989-es „rendszerváltozás” után, Magyarországról és Németországból jelentős mennyiségű gyógyszersegély érkezett, ezért a belvárosi plébániához tartozó Petőfi Sándor utcai ingatlanban létrehoztak pár hónapig egy ideiglenes gyógyszertárt, ahol önkéntes patikusok osztották ki a gyógyszereket.
1990 márciusában volt a „fekete március”-nak nevezett marosvásárhelyi pogrom, vagyis etnikai zavargások törtek ki az akkor még többségben lévő magyarság és a kevés helyi, illetve az annál nagyobb számú, a környező román falvakról behozott románság között. A zavargások egyik kiváltó oka az volt, hogy 1990. február 10-én Sütő András felhívására körülbelül 100 000 magyar vonult némán, táblák és transzparensek nélkül demonstrálni a teljes körű anyanyelvi oktatás megteremtéséért Marosvásárhely belvárosában. Kezükben egy-egy gyertya és könyv volt. Mindenhol elénekelték a Miatyánkot.
Március 1–18. között megtartották a Magyar Ifjúsági Szervezetek Szövetségének első kongresszusát. Itt beszédet mondott Smaranda Enache (aki jelenleg a Pro Európa Liga elnöknője) magyarul és románul, amelyben élesen kritizálta a Vatra Românească nacionalista, soviniszta szervezetet, és kiállt az önálló magyar felsőoktatásért. Ezzel a lépéssel az indulatok még jobban felszítódtak.
Március 19-én a román soviniszták tüntetést szerveztek a magyarok ellen. A megye román falvaiból 13 busszal, zömében ittas és analfabéta embereket hoztak be a városba, akiket azzal riogattak, hogy a magyarok ki akarnak válni Romániából. Az immáron egyesült tömeg letépte azokat a magyar feliratokat, amelyek útjukba kerültek. A csőcselék elindult az RMDSZ székháza felé, azt megostromolni. A bent lévők hiába hívták többször is a rendőrséget, azok szándékosan késlekedtek. Ion Judea ezredes személyesen garantálta a magyarok testi épségét, ha kijönnek, viszont kint atrocitások történtek. A rendőrség tétlenül szemlélte az eseményeket. Sütő Andrást is összeverték, a fél szemére megvakult, több bordája eltört, a bal karján zúzódást szenvedett. Teherautóval szállították Bukarestbe, majd onnan a budapesti Honvéd Kórházba.
Március 20-án óriási magyar tömeg gyűlt össze a belvárosban, követelve az RMDSZ-székházi botrány felelőseinek előállítását, illetve Kincses Előd lemondott polgármester visszahelyezését. A tömeg a „Gyilkosok, gyilkosok!"-at skandálta. A románok nem voltak sokan, de a déli óráktól elkezdtek gyülekezni. Szászrégen irányából nyolc autóbusz érkezett, amely román parasztokat hozott. Nemsokára a mezőgazdasági eszközökkel felszerelt románság áttörte a gyenge kordont, majd a magyarokra tört. A fegyvertelen magyarok menekülni kezdtek. Néhányan előreszaladtak és a padokat szétbontották, hogy a faléceket használják védekezésre. Ezután többórás patthelyzet alakult ki. Egy teherautó keresztülvágtatott a főtéren, elütött egy magyar férfit, majd becsapódott a templom lépcsőjébe. Az elütött magyar meghalt, de a kocsi platóján utazó románok közül is egy ember életét vesztette. A román hadsereg körbezárta a várost, erre a lépésre a környékbeli falvak lakosai lezárták az utakat. A magyarok a román buszokat feltartóztatták, felgyújtották, több románt súlyosan összevertek.
Megérkezett a hadsereg, a harckocsik azonban nem jutottak be a főtérre a magyarok által emelt barikádok miatt. Kincses kérte a magyarságot, hogy engedje át a páncélosokat. A tömeg nagy nehezen átengedte őket. Azok felálltak hosszú egyenes oszlopba, széles senki földjét teremtve ezzel. A katonák azonban bent maradtak a járművekben, meg sem próbálták elejét venni az újabb összecsapásoknak.
Az első támadást a románok hajtották végre, amit kivédett a magyar tömeg. A magyarok bevetettek egy tűzoltófecskendőt is, a vízsugarat a románokra irányítva. Közben mindinkább gyarapodott a románok létszáma, túlerőbe kerültek. Nemsokára 40-50 fős csoportokban cigányok érkeztek, akik bekapcsolódtak a harcba. Közben a „Ne féljetek magyarok, megjöttek a cigányok!”-at skandálták.
A döntő fordulat éjjel fél 12 tájékán történt meg, mikor is a Nyárád menti székelyek megérkeztek, szintén nem üres kézzel. A többségükben 60 év feletti emberek, egy második világháborús magyar veterán, Márkus István vezetésével megrohamozták a tankokoszlopon keresztül a románok. A harc nem tartott túl sokáig, a románokat kiverték a főtérről, rengeteg sebesült volt mindkét oldalon. A „győzelmet” a magyar tömeg a Himnusz eléneklésével ünnepelte, felhúzták a polgármesteri hivatal épületére a magyar zászlót. Ezután hajnalban ejtőernyősök szállták meg nagy erőkkel a várost, nagy igazoltatások, ellenőrzések zajlottak, nem engedtek senkinél fegyvert tartani. Kezdett lassan helyreállni a „rend” Marosvásárhelyen.
Az összetűzésnek öt halálos áldozata, továbbá kb. 300 sebesültje volt. Az összetűzés után kizárólag magyarokat és magyar cigányokat ítéltek el, összesen 48 embert. A megfélemlített és csalódott magyarság kezdett tömegekben kivándorolni a mai Magyarország területére, pld. csak Zalaegerszeg kb. 5000 vásárhelyit fogadott.
2000. február 22-én a települést mártírvárosnak nyilvánították, az 1989-es romániai forradalom helyi áldozatainak az emlékére, és a város határára háromnyelvű táblákat helyeztek el (román, magyar, angol).
A 2005. március 15-én a Székely vértanúk emlékművénél rendezett ünnepségen, akkor először, kifütyülték, lehurrogták a magyar miniszterelnök, Gyurcsány Ferenc üzenetét, a 2004-es kettős állampolgárságról szóló sikertelen népszavazás miatt.
2007-ben Marosvásárhelyre látogatott Sólyom László Magyarország köztársasági elnöke, akit Markó Béla, a Romániai Magyar Demokrata Szövetség elnöke fogadott.
2020-tól a prefektúra tiltja a Székely szabadság napi felvonulásokat, március 10-én, de azért megtartják őket, egyre kevesebb résztvevővel. A megemlékezők nem vonulhatnak az úttesten, mert a csendőrség, rendőrség stb. nem adott engedélyt rá, így a járdákon kénytelenek zsúfolódni.

## Látnivalók
Marosvásárhely Maros megye legnagyobb turisztikai állomásai közé tartozik. Fő látványosságnak számít a belváros, de ezen kívül, a Somos-tetőn található állatkert, Weekend telep és az évekig megrendezett Félsziget Fesztivál is igen népszerű volt a turisták körében. A 2017 óta megrendezett VIBE Fesztivál Erdély legnagyobb magyar zenei fesztiváljának számít.

### Belváros

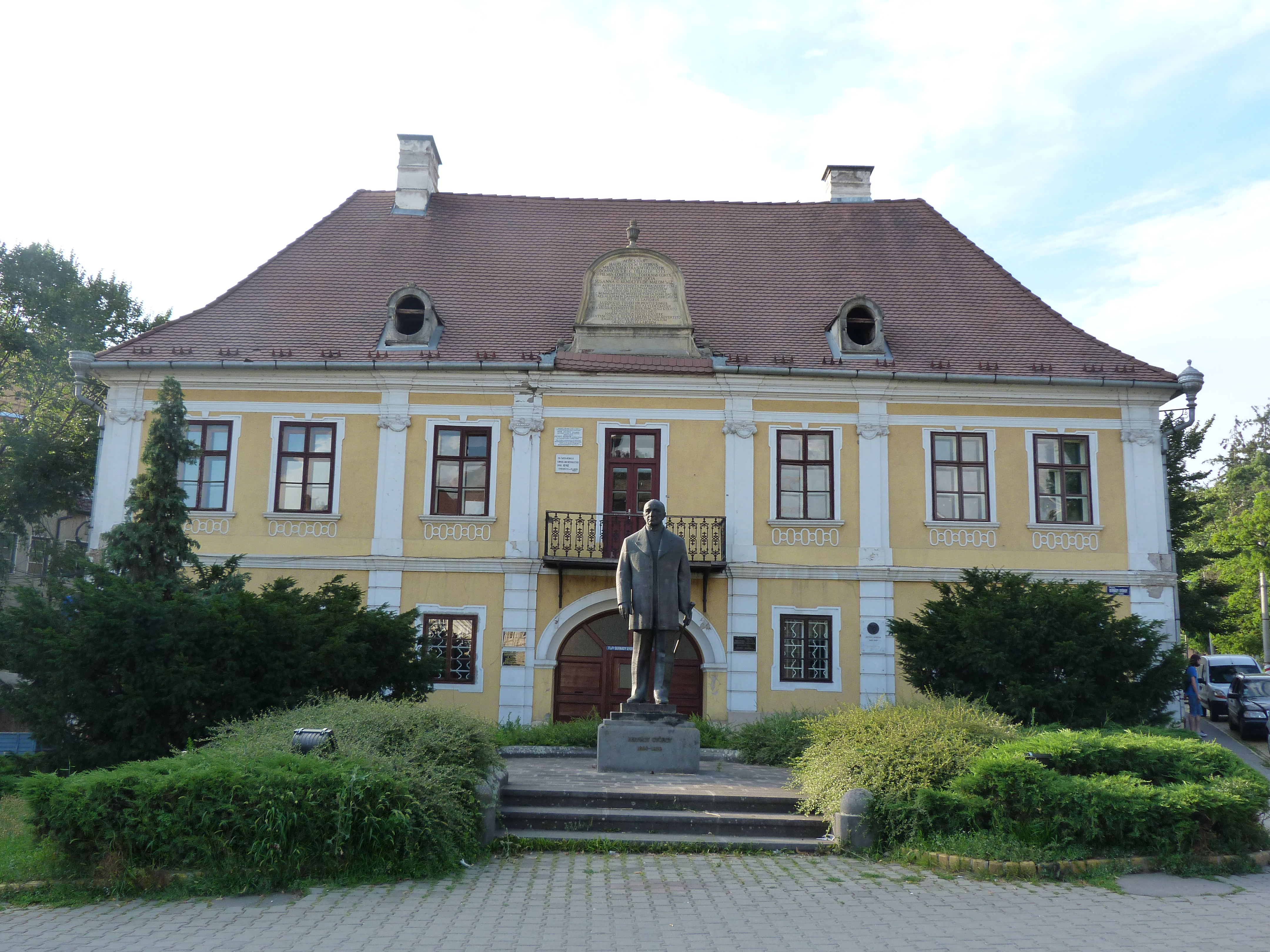
Teleki Domokos háza

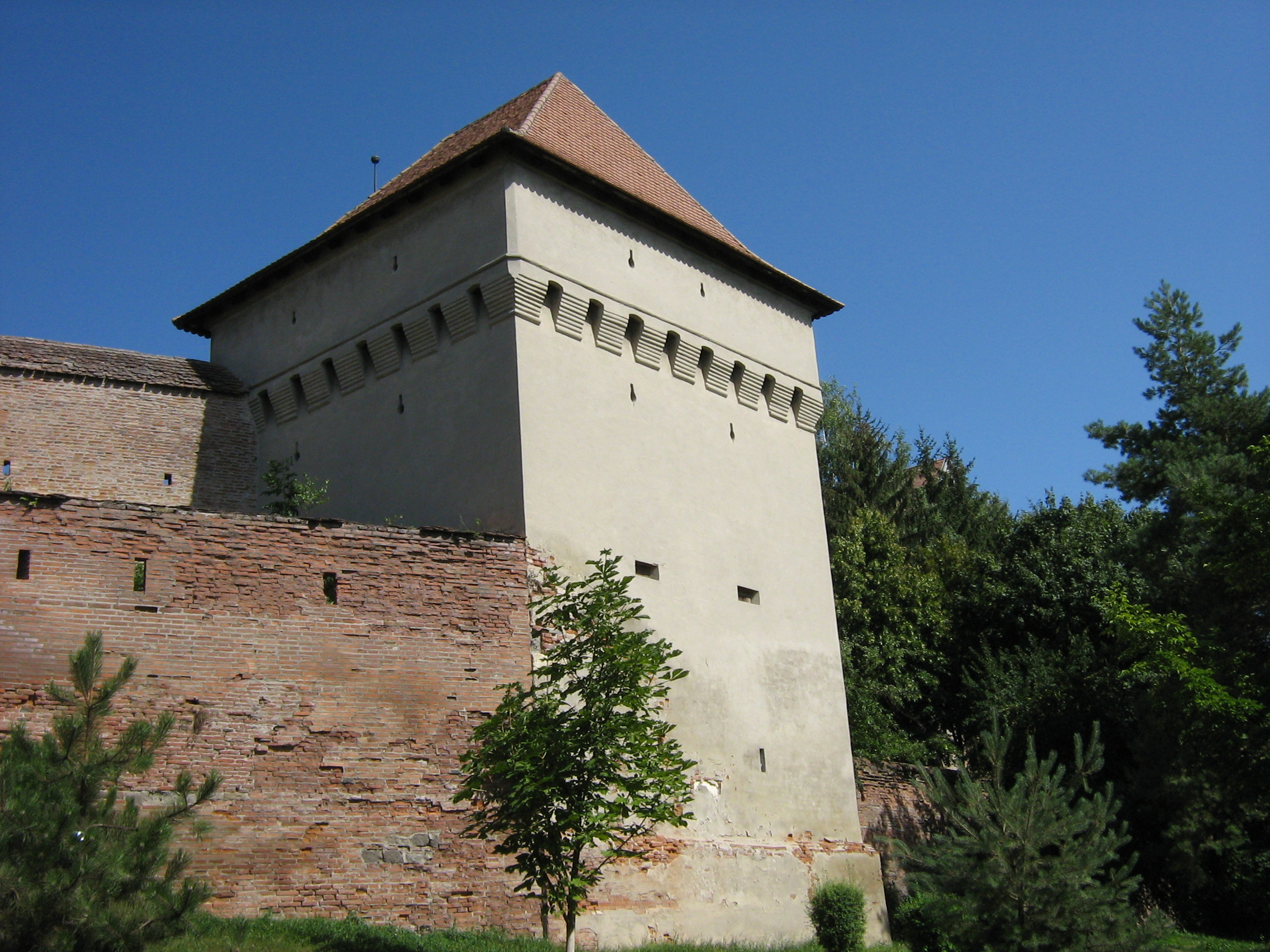
A vár egyik bástyája

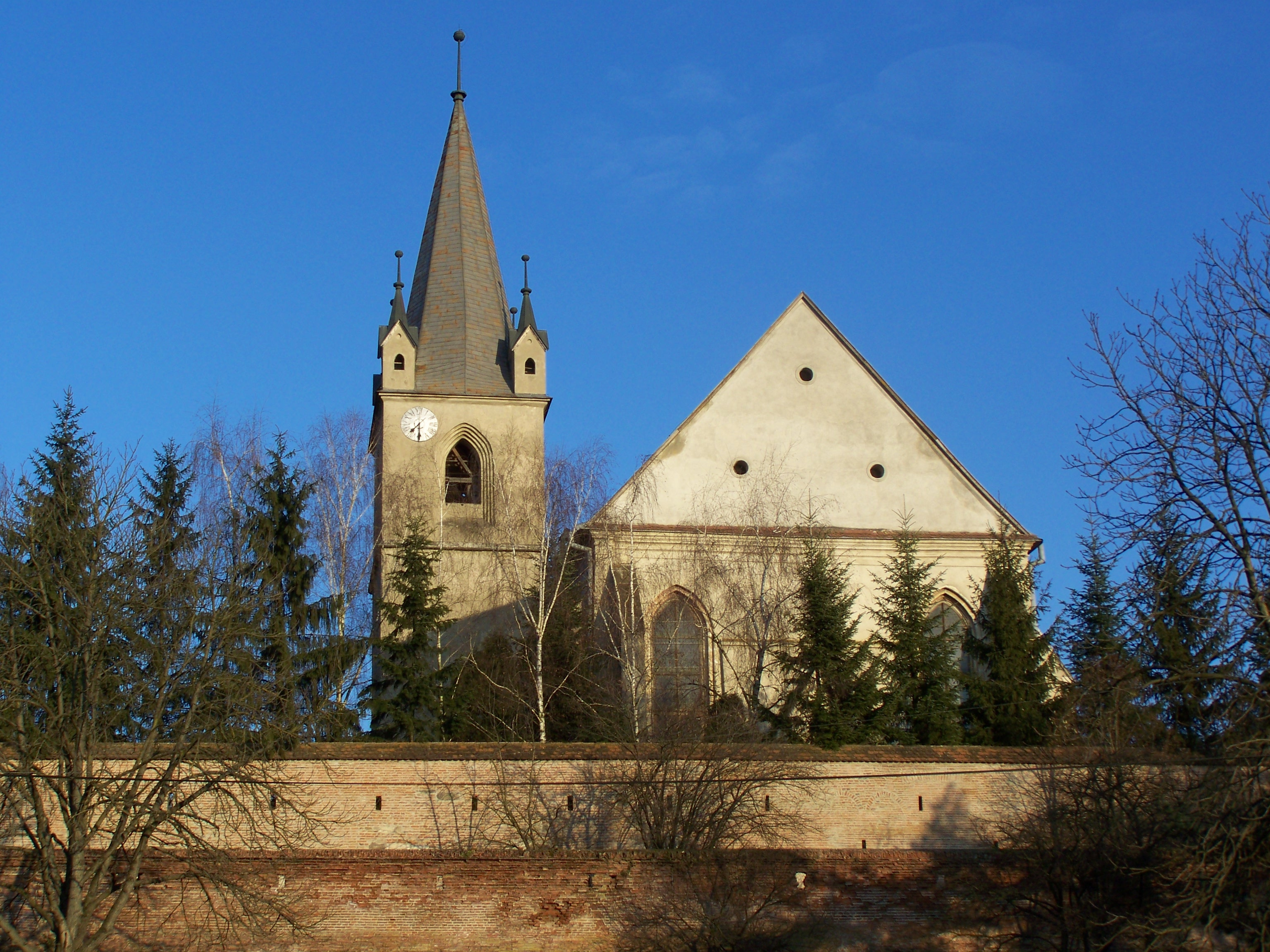
A református vártemplom

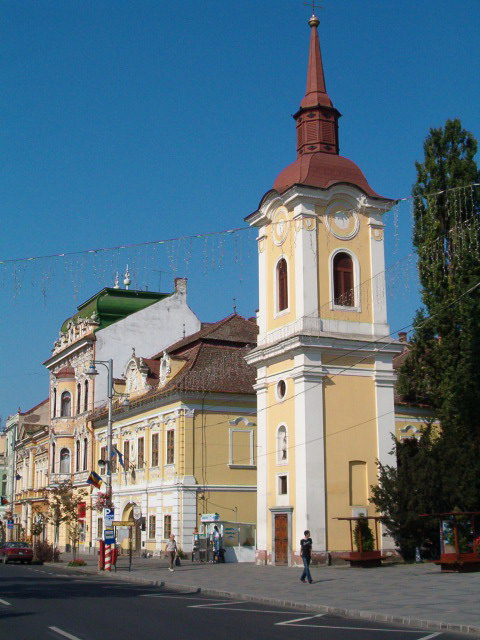
A A Barátok templomának megmaradott tornya

Marosvásárhely belvárosának északi részén fekszik a vár. Helyén Báthory István erdélyi vajda várkastélyának romjai állottak. A megerősített építményt 1492-ben emelték a város melletti dombra. Ez azonban nem volt elégséges egy esetleges külső támadás esetén, hogy megvédje a várost. Így az 1601-ben betörő török–tatár seregek zavartalanul garázdálkodhattak, földig rombolva a vár belső épületeit. Egy év elteltével Basta emberei megsemmisítették azokat is, amelyek valami szerencse folytán átvészelték a török pusztítást. A támadások idején a város nemességének egy része Brassóban lelt menedékre. Borsos Tamás, Marosvásárhely későbbi főbírája látva a brassóiak jól megerősített várát, állítólag, így kiáltott fel: „ó ha csak egyetlen ilyen bástyát tudnék építeni Marosvásárhelyen, akkor nem lenne szükség arra, hogy az emberek az erdőben keressenek menedéket veszély esetén”. Főbírósága idején (1602–1605) Borsos Tamás több kérvényt intézett az erdélyi fejedelemhez és a török szultánhoz, ezekben kérte a város számára vár építésének engedélyezését. A szükséges jóváhagyások megszerzése után az építkezést 1602-ben kezdték el, Báthory István vajda várkastélya helyére. Felhúzták a bástyákat és a tízméteres falakat. A várat egy tíz méter széles, nyolc méter mély árokkal vették körül. A város lakossága jelentős mértékben hozzájárult a vár és a bástyák megépítéséhez. Az itteni céhek vállalták öt (a hétből) megépítésének költségeit és munkálatait, ezek a mai napig őrzik nevükben építőik mesterségét. Ha a Bernády György térről elindulunk a Petru Maior Tudományegyetem felé és megkerüljük a várat, az első bástya, amelyet megpillantunk, a Vargák bástyája, majd továbbmenve következik a Szűcsök és a Lakatosok közös bástyája, valamint a Kádárok bástyája. A volt Rákóczi Ferenc, a jelenlegi Vár sétányon elhaladva megtekinthetjük a Mészárosok majd a Szabók bástyáját. Ezen a sétányon található a város jelenlegi Rákóczi-szobra. A Kapu bástya, mint neve is mutatja, bejáratul szolgált az erődítménybe. A vár utolsó bástyája, a Báthory bástya, nevét építtetőjéről kapta. Befejezése után, feltehetőleg 1658-ban, a vár belső udvarában több lakóházat építettek, ezeket 1775-ben bontották le, amikor a Habsburg vezetés emberei katonai építményeket (lőszerraktárak, laktanya stb.) emeltek ott. Ezeket az építményeket csak 1962-ben bontották le, amikor a helyi vezetőség pihenő-szórakoztató parkot akart létesíteni a vár udvarán.
A várban található református vártemplomot eredetileg a 14. században a ferencesek építették. A 16. században Marosvásárhely a reformáció oldalára állt és a templom 1557–1559 környékén a reformátusok tulajdonába került. 1602-ben Basta csapatai felégették a templomot. 1658-ban a II. Rákóczi Györgyöt ostromló törökök támadásakor a templomhajó mennyezete beomlott, az ablakok üvegfestményei és az orgona is elpusztultak. A templom éveken át fedetlenül állt, míg Teleki Mihály kancellár adományából 1685–1693 között részben helyreállították. Ezután kezdődött a templom fénykora. 1789-ben a Johann Brause által készített barokk orgonával, 1841-ben pedig Bertúk György díszes úrasztalával gyarapodott. A 16 mázsás nagyharangot Kolozsvárott öntötte Andrássofszki János és Dániel, míg a 603 kilogrammos kisharangot 1972-ben Zlotaru János, Sárkmányban. A templom több neves eseménynek is helyt adott: itt tartották az első magyar egyetemes református zsinatot, itt erősítették meg a Tordán kimondott vallásszabadságot és itt választották erdélyi fejedelemmé II. Rákóczi Ferencet.
A Rózsák terén több templom is található. A Keresztelő Szent János-templom helyére 1707-ben kápolnát építettek. A későbbiekben szükségessé vált egy nagyobb templom, ezért 1764-re be is fejezték a mai főplébániatemplom építését, amely Scherzer Bálint jezsuita tervei szerint, Hammer Konrád kolozsvári építész kivitelezésében készült el. A zártsorú, egyhajós templom hajójának és szentélyének szélessége azonos dongaboltozatokkal van lefedve, a rajtuk levő festett képek tárgya Szűz Mária mennybemenetele és a Háromkirályok. Főhomlokzatát erőteljes főpárkány tagolja, a felette emelkedő két torony főpárkánya – az óra számlapjánál – részben íves, a torony homlokzatát két-két széles lizéna díszíti. A két nagy torony végződése tipikus barokk jegyeket visel és a harmadik kis torony is hasonló formájú. A különböző nagyságú és alakú ablakok íves záródásúak.
A Barátok temploma a Rózsák tere és Színház tér közt található. A ferencesek temploma és kolostora a Petky család adományából épült 1745–1777 között, barokk stílusban. A kolostor udvarán elemi iskola működött. 
A templomot, a kolostort és az iskola épületét 1971-ben a Nemzeti Színház építésekor lebontották, a kolostorkertet is megszüntették. A torony csak kegyeleti okok miatt maradhatott fenn, ugyanis alatta kriptasor található, amelynek lejárata a toronyból indul.
A trianoni béke után, 1925–1934 között a belvárosban egy ortodox templom építése zajlott, amit ténylegesen csak 1990 után fejeztek be. A templom építésekor az volt a cél, hogy magassága meghaladja a többi magyar történelmi egyház templomának és a Közigazgatási Palota tornyának a magasságát. A cél megvalósítása nagyon nehéz volt, mivel a vártemplom domboldalban fekszik, illetve a Rózsák terén nagyon szűkös volt a hely. A templom esztétikáját rontja, hogy nagyon kis területen fekszik, kicsi a szélessége, de viszonylag magas.
A belváros déli oldalán több neves látnivaló is található. A két szecessziós épület, a Közigazgatási Palota és a Kultúrpalota Bernády György polgármester munkássága idején épült. A Kultúrpalotára kiírt pályázatot Komor és Jakab egy kétemeletes épülettervvel nyerte meg, csak később, Bernády György polgármester kérésére alakították három emeletesre. 1911-ben kezdődött meg az építkezés és 1913-ra már a belső díszítések is befejeződtek.
Az épület gazdag szobor- és mozaikdísze ellenére is nyugodt összhatású. Az ablakokon magyar mondák jelenetei elevenednek meg. A tető kék, vörös és fehér cserepek fedik, melyeket a híres Zsolnay gyár készített.
A harmadik emeleten, a külső homlokzatot, Körösfői-Kriesch Aladár Hódolat Hungáriának című mozaikja díszíti. Középen Hungária allegorikus nőalakja ül a trónon, fején a magyar korona és kezében kard található. A mozaik két oldalán Frany von Tuck és Gustav Klimt sisakos Pallasz Athénéje áll. A bal oldali angyal kezében Marosvásárhely címerét, a jobb oldali meg Mátyás királyét tartja.
A főhomlokzaton a szobrok és reliefek kőből és bronzból készültek, ezt még nemzeti pantheonnak is nevezik. Az első emeleten elhelyezkedő Tükörterem négy rézdomborítású félkupolákkal díszített, íves ablakok mellvédjén magyar írók arcképei tűnnek fel (Kazinczy Ferenc, Tompa Mihály, Kemény Zsigmond stb.). A négyeskapu felett emelkedő négy bronzrelief Szent Erzsébetet, Bolyai Jánost és Farkast, Aranka Györgyöt és Erkel Ferenc Bánk bánját eleveníti meg. Az oldalhomlokzaton félköríves záródású mozaikok találhatók.

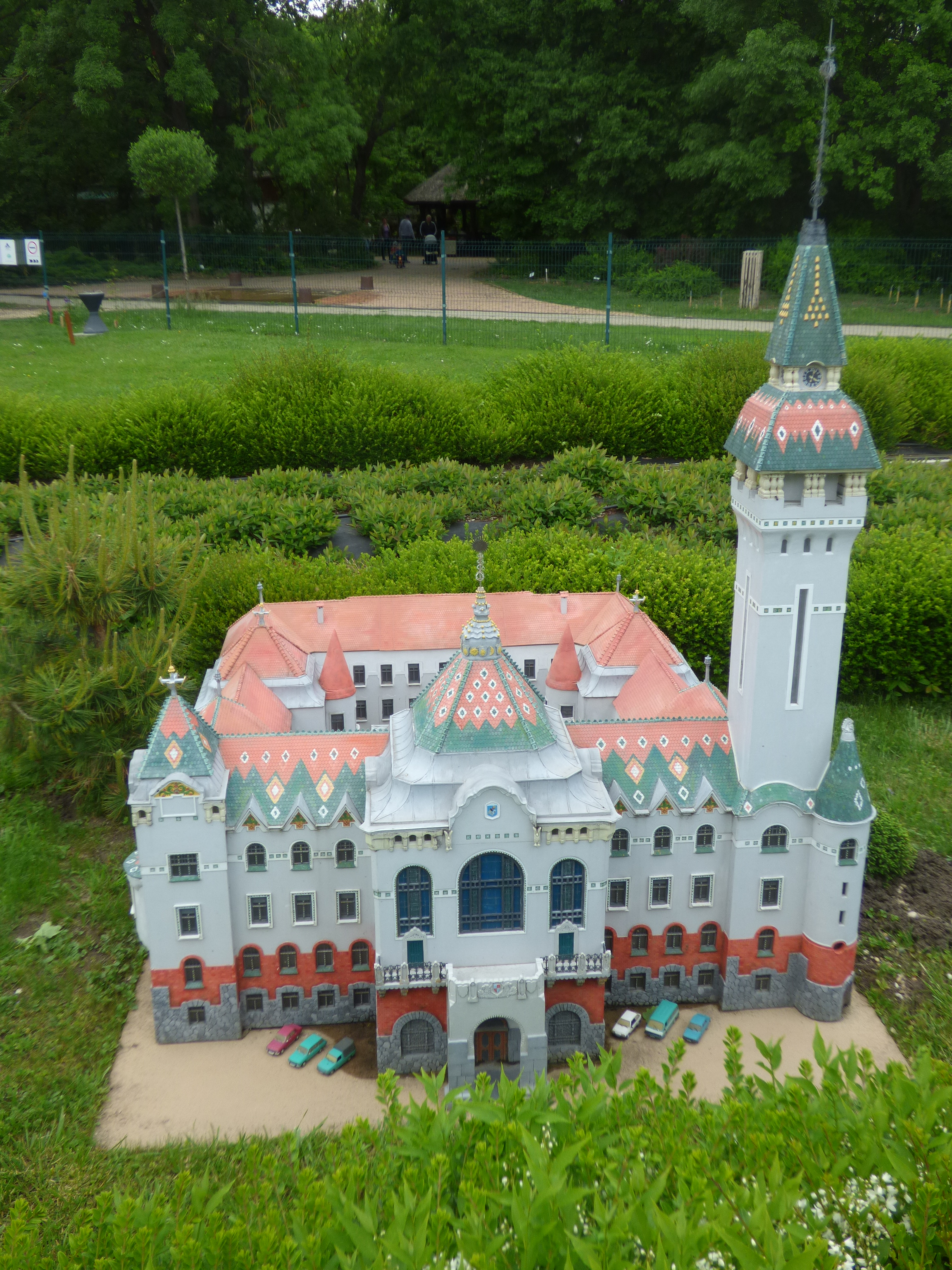
A marosvásárhelyi közigazgatási palota makettje a szarvasi Mini Magyarország gyűjteményében

A Kultúrpalotához hasonlóan a Közigazgatási Palota is a magyar szecesszió jegyében épült. Túlélte a román nacionalista megmozdulásokat, de a külső falon a Magyar Királyság lenyűgöző címerét, illetve a Róth Miksa által festett ablaküvegeket, amelyek Ferenc Józsefet (ez volt a legnagyobb), Bethlen Gábort, Kossuth Lajost, Deák Ferencet és II. Rákóczi Ferencet ábrázolják, eltüntették. A díszes ablaküvegek helyébe egyszerű, közönséges üveget tettek. 2007-ben a festett ablaküvegek előkerültek, illetve elkezdődött a restaurálásuk, amit a Budapesti Fővárosi Önkormányzat és a Róth Miksa Múzeum is támogat. A restaurálás után az ablakok nem kerülhettek vissza eredeti helyükre, azonban a Kultúrpalotában a történeti kiállítás részeként megtekinthetőek. Remélhetőleg, egyszer visszakerülnek majd az eredeti helyükbe.
A Polgármesteri hivatal épülete Trianon után épült. Stílusa nem illik a belvároséba.

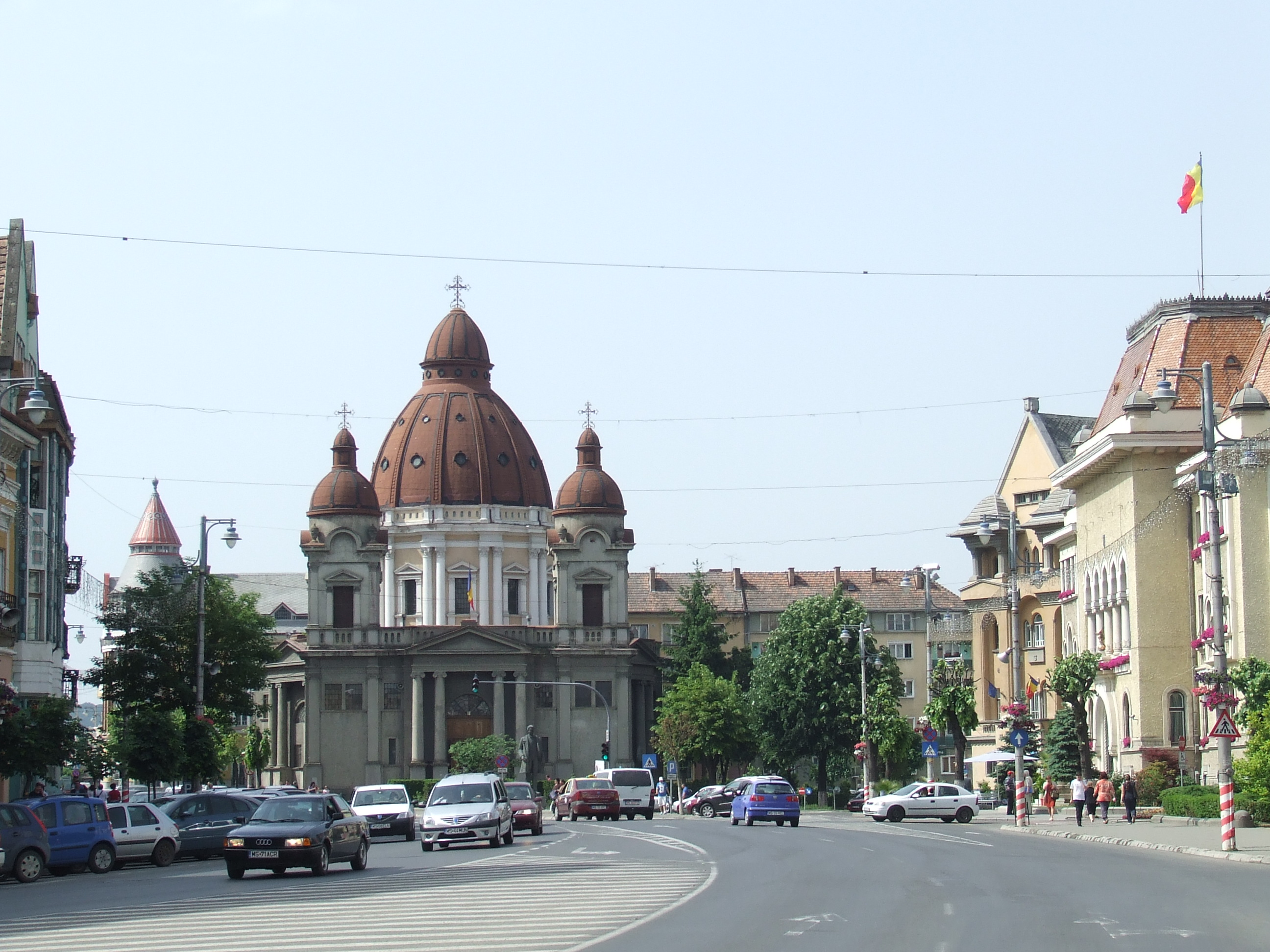
Az Angyali üdvözlet-templom a vatikáni Szent Péter-bazilika kicsinyített mása

A Kiskatedrálisnak nevezett templom a vatikáni Szent Péter-bazilika kicsinyített mása. Feltehetőleg a nevét is innen kapta. Szintén a trianoni béke után épült, 1926–1936 között. 1936. szeptember 8-án]volt felszentelve. 1948-ban a kommunista karhatalom betiltotta a Görögkatolikus Egyházat, és ezért a templomot az ortodoxok kapták meg. Jelenleg a Görögkatolikus Egyház több kérvényt nyújtott be az épület visszaszolgáltatásáért, de ez még nem történt meg.

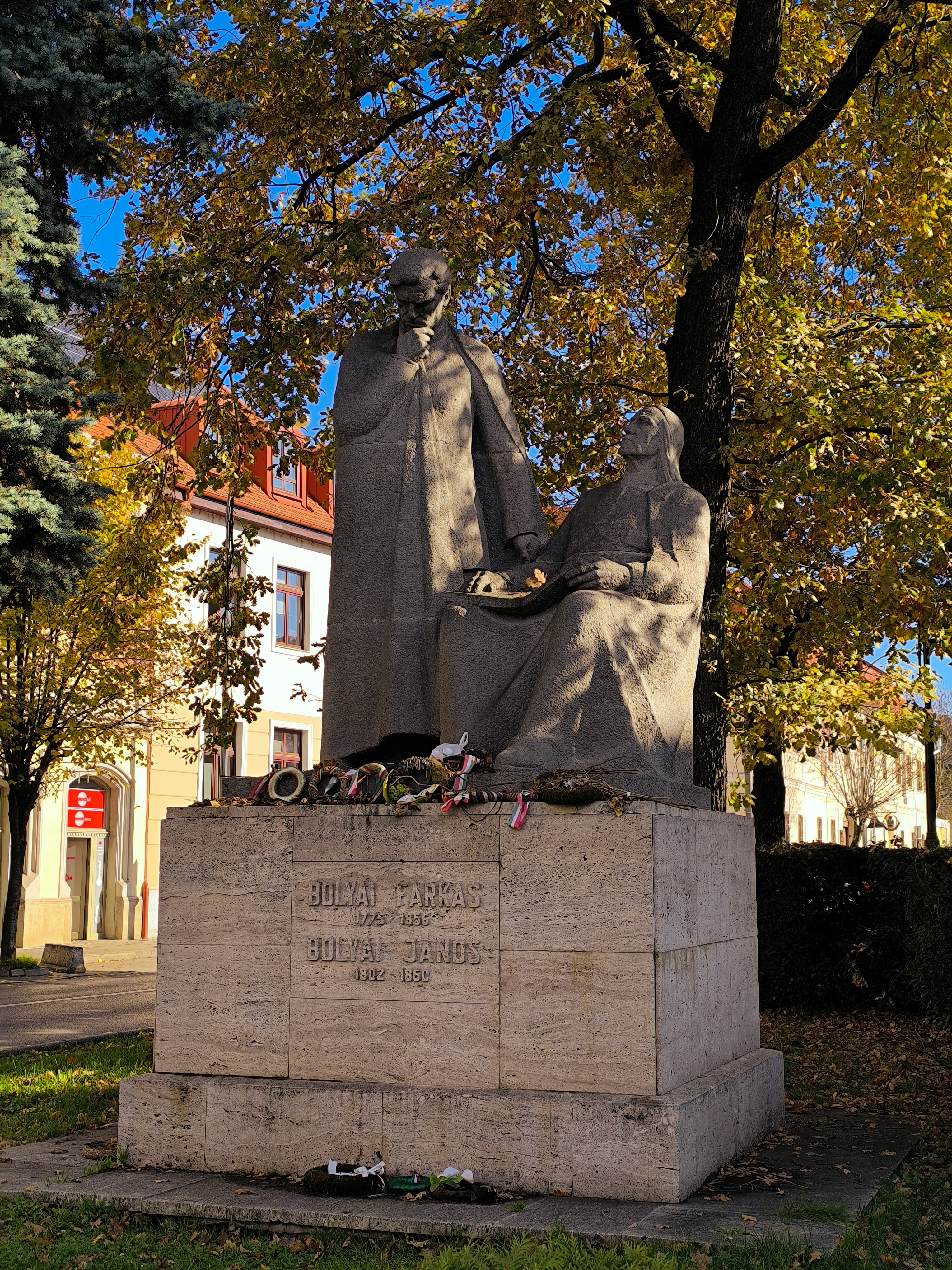
A Bolyaiak szobra a Bolyai Farkas Elméleti Líceummal szemben

A belváros keleti részének legimpozánsabb építménye a Bolyai Farkas Líceum, illetve a Református Kollégium épülete. 1601–1602-ben Basta hadai feldúlták a vártemplomot, és ekkor költözött át a tanintézmény arra a helyre, ahol ma is áll. 1802. szeptember 27-én a kollégium birtokába került Marosvásárhely első nyomdája. Bolyai Farkas 1804 májusában megtartotta székfoglaló beszédét, ezzel megkezdődött az intézet felvirágzása. Bolyai az oktatás korszerűsítését szorgalmazta. Az ismert matematikus fia, Bolyai János is tanított itt. Az intézmény falain belül fedezte fel relativitás-elméletének alapjait. A trianoni békeszerződés után az épületet államosították. 1957-ben, az intézmény fennállásának 400. évfordulóján felvette Bolyai Farkas nevét. Az 1960. szeptember elsején az akkori nacionalista román hatalom vegyes tannyelvű intézménnyé alakította át. A 2005/2006-os tanévtől kezdődően beszüntették a román osztályokat és újra teljesen magyar tanintézménnyé vált. 2007-ben ünnepélyesen leleplezték a Református Kollégium címerét a homlokzaton. Jelenleg az Erdélyi Református Egyházkerület visszakapott épületében két iskola, a Bolyai Farkas Líceum és a Református Kollégium működik.
Szintén a keleti oldalon található a Gecse Utcai Unitárius Templom, amelyet 1929–1930-ban alakítottak a mostani késő szecessziós stílusúra. A templomtól nem messze található a Teleki–Bolyai Könyvtár. Teleki Sámuel, Erdély kancellárja, aki nemcsak gazdag, de rendkívül művelt ember is volt, több európai egyetemen tanult. Vagyona nagy részét a több mint 40 000 kötet megvásárlására fordította, amellyel létrehozta a ma nevét viselő Közkönyvtárat. A könyvtár több ősnyomtatványt, sok régi könyvet, kéziratot és könyvritkaságot őriz. Teleki Sámuel halála után a Téka rendszeres gyarapodása akadozni kezdett, majdnem megszűnt. Az alapító végrendeletében gondoskodott a gyűjtemény sorsáról: hitbizományként örököseire hagyta, kötelezve őket a könyvtár továbbműködtetésére, ugyanakkor felügyeletével az erdélyi református főkonzisztóriumot bízta meg.
A belváros legkeletibb nevezetessége a Kis templom, a város második református temploma. A Kis templom helyén 1628-tól egészen a templom felépítéséig, a Református Egyháznak az ispotálya, a szegényeknek szánt imaháza volt. 1815-ben lebontották az ispotályt és nekikezdtek az új templom felépítésének, amit 1818-ra be is fejeztek. Azonban pénzhiány miatt, csak 1830. július 1-jére készült el a mostani tetőzet, illetve a torony díszítése. Az orgonát 1855-ben szentelték fel. A Lantos András tervei alapján készült négymázsás harangot Nemes Dániel, míg a 10 mázsás harangot 1929-ben özvegy Páll Domokosné ajándékozta az egyházközségnek.
A zsinagóga a belváros nyugati oldalán, a volt Székely Múzeum, a mostani Növénytani Múzeumtól és a Kossuth utcától egyenlő távolságra. 1899–1900-ban épült Jacob Gärtner, bécsi építészmérnök tervei alapján. A város 1857-ben épült első zsinagógája a 19. század végén már nem elégítette ki a megnövekedett létszámú status quo ante hitközség igényeit, ezért 1898-ban megrendelték az építésztől a terveket. Az eklektikus stílusú zsinagógát 1900-ban avatták fel, benne 552 ülőhellyel: 314 a földszinten a férfiak, és 238 az erkélyen a nők számára. A zsinagógát 1970-ben, 1975-ben és 1985-ben részben tatarozták ugyan, de az állaga egyre romlott, a beázás és a talajvíz miatt az oldalfalakon repedések keletkeztek, amelyek már a kupola leomlásával fenyegettek. 1998-ban nemzetközi hozzájárulással sikerült összegyűjteni a forrásokat a teljes felújításhoz; a zsinagógát 2000-ben szentelték újra.

### Külváros

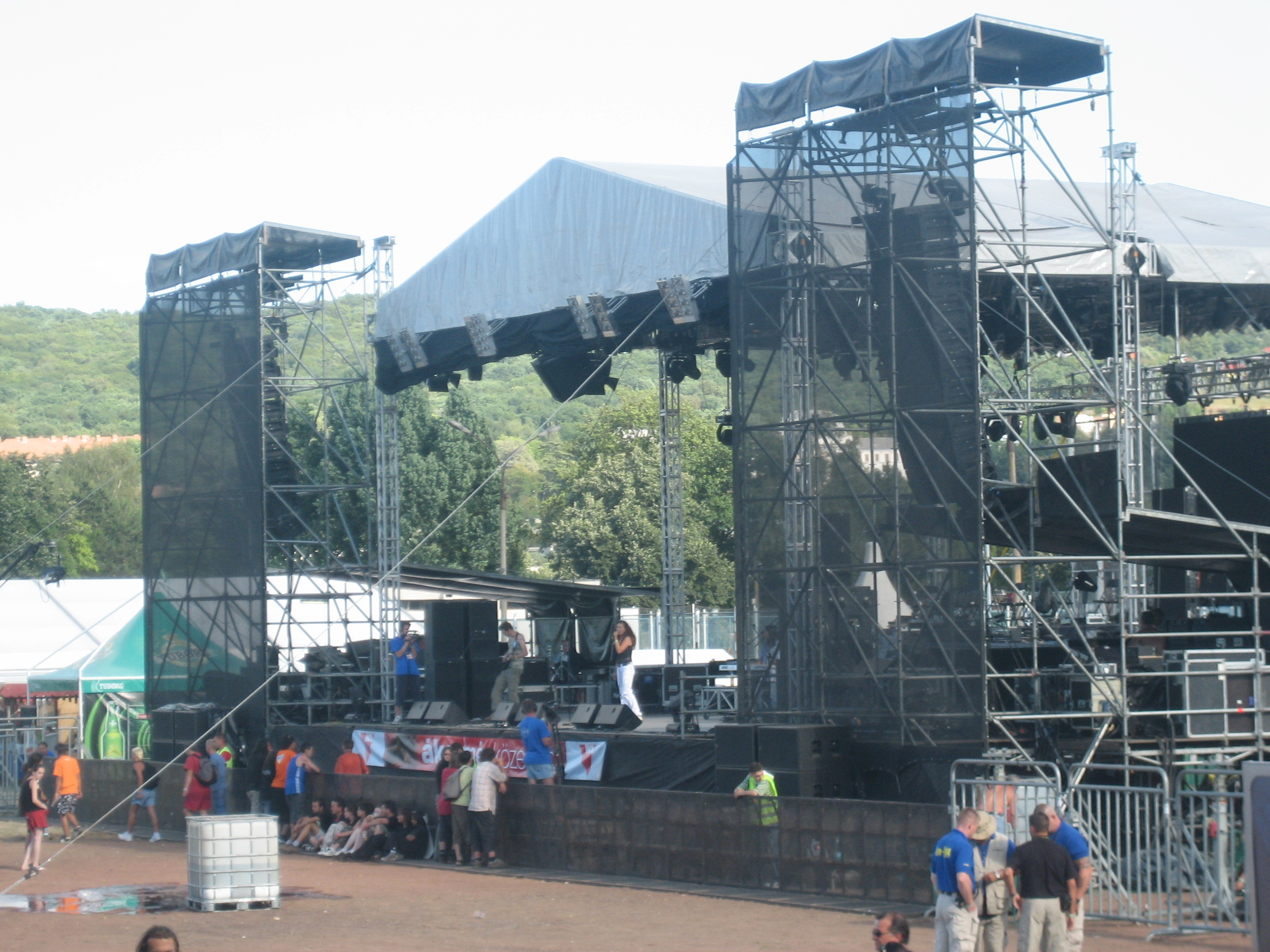
A Félsziget Fesztivál 2007-ben

A külváros – egyben a város – legmagasabb pontja a Somostető, fontos turisztikai állomás. Már Bernády György polgármester idejében is vonzóerővel rendelkezett a gyógyulni vágyóknak, főleg a szanatórium megépítése után. Jelenleg itt található a helyi állatkert, ami egyben Románia egyik legnagyobb és egyetlen olyan állatkertje, amely teljes mértékben megfelel az Európai Unió által meghatározott követelményeknek. A 20 hektáron fekvő állatkertben 500 állat, 120 fajból található. A Somos-tetőn kisvasút is található, amelyet gyakran csak „gyerekvasútnak” neveznek a helyiek. Ma már csak szezonális jelleggel működik, nagyon kedvelt a kisgyerekek körében.
Az 1989. december 22. negyedben található a Weekend-telep, tervei Fodor Imre polgármester idejében készültek. A telep nemcsak a fürdőzni vágyóknak nyújt kikapcsolódást több medencéjével, hanem a sportolni vágyóknak is, mivel több tenisz-, röplabda- és futballpálya is található itt.
A Weekend-telep mellett 2003–2012 között minden év nyarán megrendezték a budapesti Sziget Fesztivál romániai ikertestvérét, a Félsziget Fesztivált. 2007-ben volt először nyereséges a rendezvény, több mint 43 000 euró bevételhez jutott, illetve összesen 63 000-en látogattak el.

## Híres emberek
- Számos marosvásárhelyi, avagy Marosvásárhelyen született, itt élt személy vált híressé a tudomány, a művészetek, a sport vagy a közélet területén.

Néhány Marosvásárhelyen született híresség:
- 1816-ban Zeyk Domokos honvédszázados, szabadsághős, Bem József segédtisztje
- 1832. április 4-én Deák Farkas az MTA tagja, a Vaskoronarend lovagja
- 1866. december 17-én Ferenczy József festőművész
- 1888-ban Székely Jenő költő, elbeszélő, gyógyszerészeti szakíró
- 1881. március 30-án Balogh Endre író.
- 1884. december 2-án Ostenburg-Moravek Gyula katonatiszt, politikus, csendőrparancsnok
- 1903. március 1-jén Tőkés Anna színművésznő
- 1913. július 17-én Hazai Kálmán vízilabdázó, úszó, olimpiai bajnok
- 1921. február 15-én Macskásy József festőművész († Kolozsvár, 1994)
- 1923. december 5. Czitrom János pszichológus, műfordító
- 1940. július 27-én Kovács Levente rendező, rendező- és színészpedagógus, egyetemi professzor, a Marosvásárhelyi Nemzeti Színház Tompa Miklós Társulatának volt igazgatója, a Marosvásárhelyi Művészeti Egyetem volt dékánja
- 1943. december 4-én Rajhona Ádám színművész
- 1946. május 16.: Molnár H. Lajos pszichológus, közíró, szerkesztő, dramaturg, riporter. Kitüntetett majd betiltott író; könyvei az erdélyi magyarságnak állítanak mementót, 1945–87 között.
- 1947. július 12-én Orbán György zeneszerző
- 1951. július 22-én Frunda György erdélyi magyar politikus, közéleti szereplő
- 1953. március 11-én Bölöni László labdarúgó, edző
- 1957. április 13-án Visky András dramaturg, drámaíró, színházi teoretikus, egyetemi tanár, a Kolozsvári Állami Magyar Színház dramaturgja és művészeti aligazgatója, a Babeș–Bolyai Tudományegyetem Színház- és Televízió Karának tanára.
- 1957. augusztus 8-án Tompa Gábor rendező, színigazgató, színészpedagógus, költő, a Kolozsvári Állami Magyar Színház igazgató-főrendezője
- 1957-ben Tolvaly Ferenc író, költő
- 1959. június 20-án Ungvári-Zrínyi Ildikó dramaturg, színházesztéta, színháztudományi szakíró, egyetemi oktató, a Marosvásárhelyi Művészeti Egyetem professzora
- 1960. augusztus 1-én Kiss Csaba rendező, drámaíró, színházigazgató, egyetemi tanár, 2012 és 2015 között a Miskolci Nemzeti Színház igazgatója
- 1961. december 31-én Dávid Júlia képzőművész
- 1964. augusztus 8-án Keresztes Ildikó énekesnő, színésznő
- 1968. január 20-án Bartis Attila író, fotográfus
- 1971. március 3-án Béres Attila rendező, a Miskolci Nemzeti Színház igazgatója, a Budapesti Operettszínház főrendezője
- 1971. június 21-én Nagy Zsolt politikus, Románia volt távközlési minisztere
- 1971-ben Hégető Honorka riporter
- 1973. január 10-én Dragomán György író, műfordító
- 1979.február 27-én Zöld Csaba Jászai Mari-díjas színész
- 1980-ban Tisza Kata írónő
- 1981. július 31-én Székely Csaba író, drámaíró
- 1986. január 18-án Molnár H. Magor költő
- 1986. november 6-án Bessenyei Gedő István dramaturg, teatrológus, a Szatmárnémeti Északi Színház Harag György Társulatának igazgatója
- 1998-ban Ilinca Bacila román énekesnő.

## Statisztikai adatok

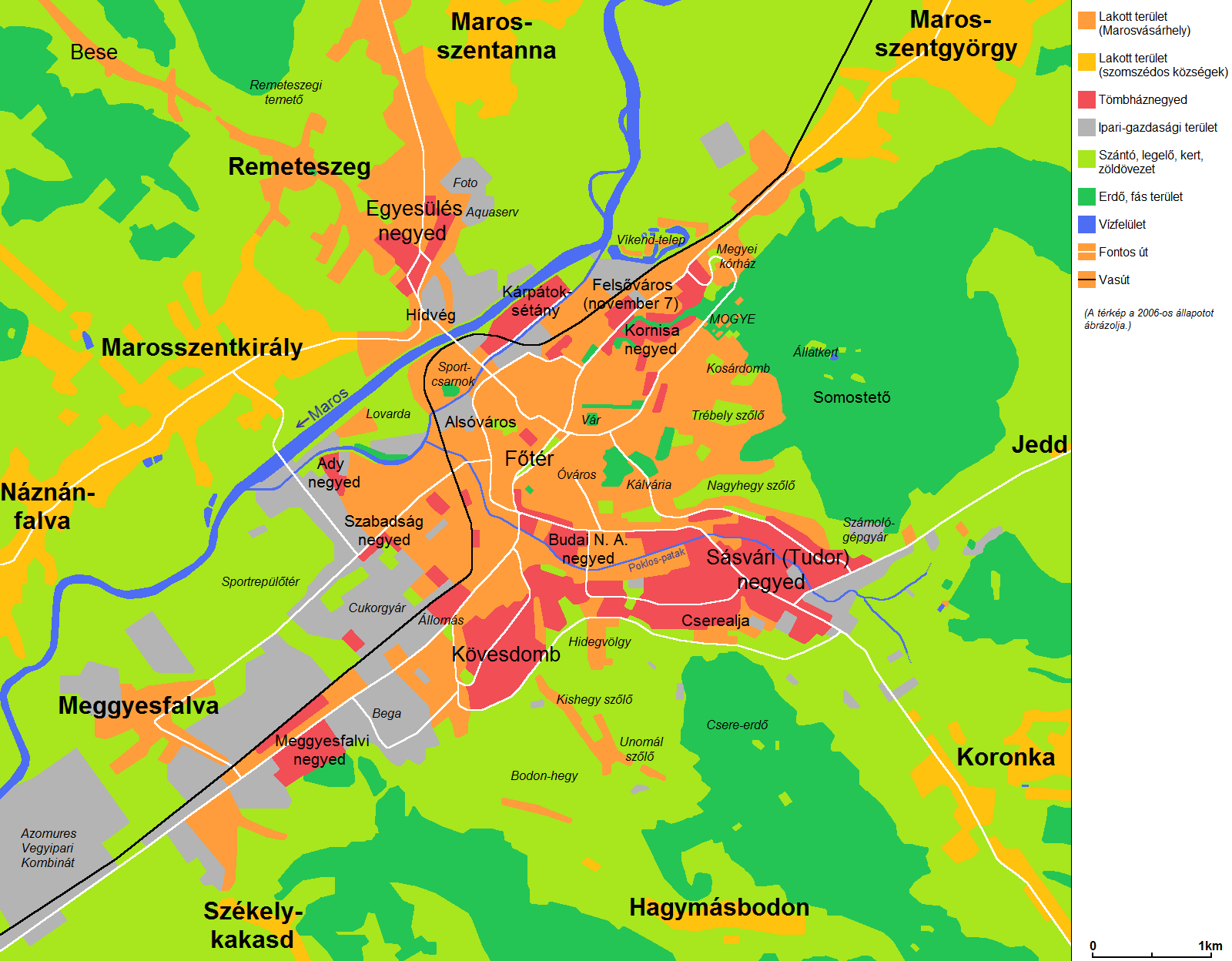
Marosvásárhely negyedei

### Közigazgatás
- A város területe 6696 ha.
- 197 km gázvezetékkel, 236 km csatorna- és 225 km ivóvízvezetékkel,
- 204 km úttal és 175 km utcával,
- 223,4 ha zöldövezettel rendelkezik.
- Marosvásárhely negyedei: Egyesülés (Unirii, a Maros jobb partján), Ady Endre, Kövesdomb, Kárpátok sétány (Alea Carpați), Budai Nagy Antal, Belváros, Állomás, Szabadság, Meggyesfalvi, 1989. december 22. (nevei Felsőváros, majd November 7), Cserealja és Sásvári (Tudor Vladimirescu). Közigazgatásilag a városhoz tartozik még Remeteszeg és Meggyesfalva.

### Népesség
Marosvásárhely népszámlálási adatai 1850-től:
| Év   | Összesen | Magyar | Román  | Német | Zsidó | Roma  | Egyéb | Ismeretlen |
| ---- | -------- | ------ | ------ | ----- | ----- | ----- | ----- | ---------- |
| 1850 | 8 719    | 75,1%  | 13,5%  | 2,8%  | 2,9%  | 3,8%  | 1,9%  |            |
| 1880 | 12 883   | 88,9%  | 5,2%   | 3,5%  |       |       | 2,4%  |            |
| 1900 | 19 552   | 83,3%  | 11,6%  | 3,6%  |       |       | 1,5%  |            |
| 1910 | 25 517   | 89,3%  | 6,7%   | 2,4%  |       |       | 1,6%  |            |
| 1930 | 40 058   | 57,2%  | 26,7%  | 1,7%  | 12,1% | 1,1%  | 1,2%  |            |
| 1966 | 86 464   | 70,9%  | 28,3%  | 0,6%  |       |       | 0,2%  |            |
| 1977 | 130 076  | 63,6%  | 34,8%  | 0,6%  | 0,4%  | 0,5%  | 0,1%  |            |
| 1992 | 164 445  | 51,4%  | 46,1%  | 0,3%  | 0,1%  | 2%    | 0,1%  |            |
| 2002 | 150 041  | 46,7%  | 50,3%  | 0,2%  | 0,1%  | 2,4%  | 0,2%  |            |
| 2011 | 134 290  | 42,84% | 49,17% | 0,15% | 0,05% | 2,32% | 0,17% | 5,3%       |
| 2021 | 116 033  | 41,8%  | 54,8%  | 0,1%  | 0,04% | 2,9%  | 0,15% | 16,3%      |

1985-ben 151 904 lakos, ebből 42,9% román, 55,9% magyar és 1,2% egyéb.

A Román Kommunista Párt Maros megyei szervezetének titkos jegyzéke 1985-ben azt irányozta elő, hogy a románok legyenek többségben a városban, melyhez 7600 románnak szándékoztak munkahelyet létrehozni, és családonként három fővel számolva ez plusz 22 800 románt fog jelenteni, amivel a románok aránya eléri az 58-60%-os arányt, vagyis a „megnyugtató többséget”.

### A 2002-es népszámlálás adatai
A 2002-es népszámlálás adatai szerint a nemzetiségi megoszlás a következő:
- Románok – 75 533 (50,34%)
- Magyarok – 70 108 (46,73%)
- Cigányok – 3660 (2,44%)
- Németek – 304 (0,20%)
- egyéb nemzetiségek 436 (0,29%)

Összesen: – 150 041 (100%) (előtelepülésekkel együtt)
Ez az első népszámlálás, amely szerint kisebbségbe került a városban a magyar lakosság, ami a több évtizede tartó román betelepülés, a nacionalista asszimiláló törekvések, valamint az 1989 után felerősödött kivándorlás következménye.

### A 2011-es népszámlálás adatai
A 2011-es cenzus adatai alapján az anyanyelvi megoszlás a következő:
- Románok – 66 581 (49,6%)
- Magyarok – 59 281 (44,1%)
- Cigányok – 1 022 (0,8%)
- Németek – 143 (0,1%)
- egyéb anyanyelvű – 335 (0,3%)
- nem válaszolt – 7071 (5,30%)

Összesen: 134 290 fő (100%)

### A 2022-es népszámlálás adatai
A 2022-es népszámlálás 2021. december 1-re vonatkozó összesített eredménye szerint a nemzetiségi megoszlás a következő:
| Nemzetiség                                        | Létszám | Számarány    |
| ------------------------------------------------- | ------- | ------------ |
| Románok                                           | 53 249  | 54,8%        |
| Magyarok                                          | 40 604  | 41,8%        |
| Cigányok                                          | 2 885   | 2,9%         |
| Más etnikum (ukrán, török, német, tatár, szerb …) | 370     | 0,3%         |
| Nyilatkozott összesen                             | 97 120  | 100% / 83,7% |
| Nem nyilatkozott                                  | 18 925  | - / 16,3%    |
| Összlakosság                                      | 116 033 | /100%        |

## Politika

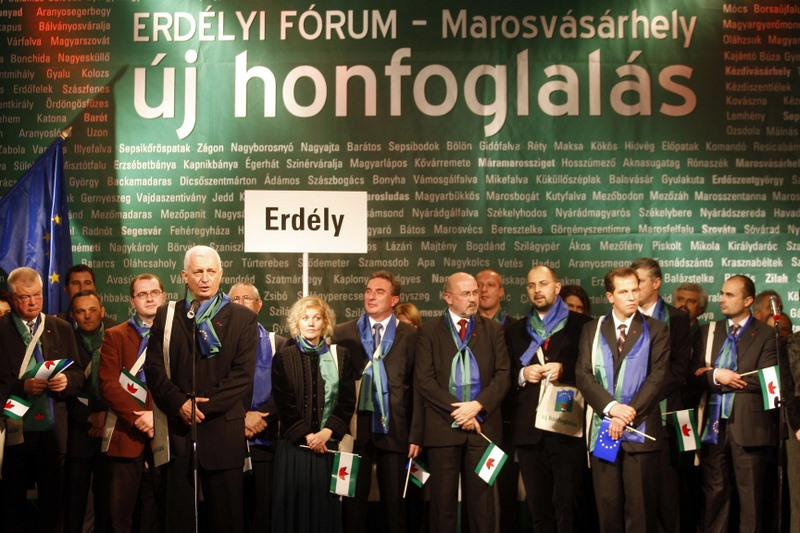
Egy RMDSZ-es kampányrendezvény 2007-ben

Marosvásárhely helyi tanácsában 23 tanácsos kapott helyet. A polgármester 2020-tól Soós Zoltán, az alpolgármesterek Portik Vilmos-László és György Alexandru.
Az RMDSZ polgármesterjelöltjei 2000-ben és 2004-ben is elveszítették a helyhatósági választásokat. Bár a várost alkotó magyar és román etnikumok nagysága körülbelül azonos, és a román nemzetiségűeket több nagy párt is képviseli, a választásokat mégis a függetlenként induló Dorin Florea nyerte meg, aki 2004-ben belépett a Demokrata Pártba
2007-ben az RMDSZ helyi szervezete Csegzi Sándort választotta a polgármester-jelöltjüknek, Borbély Lászlóval szemben. A szövetség felső vezetősége megrendelt egy közvélemény-kutatást, miszerint a lakosság nagyobb százaléka támogatná Borbélyt, mint Csegzit.
2008. február 9-én ülésezett Marosvásárhelyen az RMDSZ Területi Képviselők Tanácsa. A testület ezúttal a 2008-as helyhatósági választásokra érvényes jelöltállítási szabályzat alapján döntött a marosvásárhelyi polgármester-jelölt személyéről, Borbély László közmunkaügyi miniszter mellett. A Tanács azzal a feltétellel jelölte Borbélyt a tisztségre, hogy támogatja a korábban nevesített Csegzi Sándort abban, hogy a következő mandátum alatt is Marosvásárhely alpolgármestere lehessen.

### Politikai megoszlás
A városi tanács összetétele:

#### 2004–2008
| Pártok                              | Tanácsosok száma | Összetétel | Összetétel | Összetétel | Összetétel | Összetétel | Összetétel | Összetétel | Összetétel | Összetétel | Összetétel | Összetétel | Összetétel |
| ----------------------------------- | ---------------- | ---------- | ---------- | ---------- | ---------- | ---------- | ---------- | ---------- | ---------- | ---------- | ---------- | ---------- | ---------- |
| Romániai Magyar Demokrata Szövetség | 12               |            |            |            |            |            |            |            |            |            |            |            |            |
| Nagy-Románia Párt                   | 4                |            |            |            |            |            |            |            |            |            |            |            |            |
| Szociáldemokrata Párt               | 3                |            |            |            |            |            |            |            |            |            |            |            |            |
| Nemzeti Liberális Párt              | 3                |            |            |            |            |            |            |            |            |            |            |            |            |
| Román Nemzeti Egység Párt           | 1                |            |            |            |            |            |            |            |            |            |            |            |            |

#### 2008–2012
| Pártok                              | Tanácsosok száma | Összetétel | Összetétel | Összetétel | Összetétel | Összetétel | Összetétel | Összetétel | Összetétel | Összetétel | Összetétel |
| ----------------------------------- | ---------------- | ---------- | ---------- | ---------- | ---------- | ---------- | ---------- | ---------- | ---------- | ---------- | ---------- |
| Romániai Magyar Demokrata Szövetség | 10               |            |            |            |            |            |            |            |            |            |            |
| Demokrata Liberális Párt            | 8                |            |            |            |            |            |            |            |            |            |            |
| Nemzeti Liberális Párt              | 2                |            |            |            |            |            |            |            |            |            |            |
| Szociáldemokrata Párt               | 2                |            |            |            |            |            |            |            |            |            |            |
| Nagy-Románia Párt                   | 1                |            |            |            |            |            |            |            |            |            |            |

| Helyezés | Polgármesterjelölt | Párt                                | Elért eredmény |
| -------- | ------------------ | ----------------------------------- | -------------- |
| 1.       | Dorin Florea       | DLP, SZDP, N-RP                     | 52,53%         |
| 2.       | Borbély László     | Romániai Magyar Demokrata Szövetség | 44,87%         |

#### 2012–2016
| Pártok                              | Tanácsosok száma | Összetétel | Összetétel | Összetétel | Összetétel | Összetétel | Összetétel | Összetétel | Összetétel | Összetétel | Összetétel |
| ----------------------------------- | ---------------- | ---------- | ---------- | ---------- | ---------- | ---------- | ---------- | ---------- | ---------- | ---------- | ---------- |
| Romániai Magyar Demokrata Szövetség | 10               |            |            |            |            |            |            |            |            |            |            |
| Szövetség Maros Megyéért            | 7                |            |            |            |            |            |            |            |            |            |            |
| Szociálliberális Unió               | 6                |            |            |            |            |            |            |            |            |            |            |

| Helyezés | Polgármesterjelölt | Párt                                | Elért eredmény |
| -------- | ------------------ | ----------------------------------- | -------------- |
| 1.       | Dorin Florea       | Szövetség Maros Megyéért            | 50,07%         |
| 2.       | Frunda György      | Romániai Magyar Demokrata Szövetség | 37,26%         |

#### 2016–2020
| Pártok                              | Tanácsosok száma | Összetétel | Összetétel | Összetétel | Összetétel | Összetétel | Összetétel | Összetétel | Összetétel | Összetétel | Összetétel |
| ----------------------------------- | ---------------- | ---------- | ---------- | ---------- | ---------- | ---------- | ---------- | ---------- | ---------- | ---------- | ---------- |
| Romániai Magyar Demokrata Szövetség | 10               |            |            |            |            |            |            |            |            |            |            |
| Nemzeti Liberális Párt              | 6                |            |            |            |            |            |            |            |            |            |            |
| Szociáldemokrata Párt               | 4                |            |            |            |            |            |            |            |            |            |            |
| Szabad Emberek Pártja (POL)         | 3                |            |            |            |            |            |            |            |            |            |            |

| Helyezés | Polgármesterjelölt | Párt                  | Elért eredmény |
| -------- | ------------------ | --------------------- | -------------- |
| 1.       | Dorin Florea       | független             | 42,95%         |
| 2.       | Soós Zoltán        | független             | 40,24%         |
| 3.       | Dan Sorin Mașca    | Szabad Emberek Pártja | 9,27%          |

#### 2020–2024
| Pártok                              | Tanácsosok száma | Összetétel | Összetétel | Összetétel | Összetétel | Összetétel | Összetétel | Összetétel | Összetétel | Összetétel | Összetétel | Összetétel |
| ----------------------------------- | ---------------- | ---------- | ---------- | ---------- | ---------- | ---------- | ---------- | ---------- | ---------- | ---------- | ---------- | ---------- |
| Romániai Magyar Demokrata Szövetség | 11               |            |            |            |            |            |            |            |            |            |            |            |
| Nemzeti Liberális Párt              | 4                |            |            |            |            |            |            |            |            |            |            |            |
| Szociáldemokrata Párt               | 2                |            |            |            |            |            |            |            |            |            |            |            |
| Szabad Emberek Pártja (POL)         | 2                |            |            |            |            |            |            |            |            |            |            |            |
| Pro Románia                         | 2                |            |            |            |            |            |            |            |            |            |            |            |
| Népi Mozgalom Párt (PMP)            | 2                |            |            |            |            |            |            |            |            |            |            |            |

| Helyezés | Polgármesterjelölt   | Párt                   | Szavazatszám | Elért eredmény |
| 1.       | Soós Zoltán          | független              | 28 211       | 50,53%         |
| 2.       | Sergiu-Claudiu Maior | Pro Románia            | 9 527        | 17,06%         |
| 3.       | Benedek Theodora     | Nemzeti Liberális Párt | 7 549        | 13,52%         |

#### 2024–2028
A Helyi Tanács összetétele a következő 4 évre:
| Pártok                                      | Tanácsosok száma | Összetétel | Összetétel | Összetétel | Összetétel | Összetétel | Összetétel | Összetétel | Összetétel | Összetétel | Összetétel |
| ------------------------------------------- | ---------------- | ---------- | ---------- | ---------- | ---------- | ---------- | ---------- | ---------- | ---------- | ---------- | ---------- |
| Romániai Magyar Demokrata Szövetség (RMDSZ) | 10               |            |            |            |            |            |            |            |            |            |            |
| Szociáldemokrata Párt (PSD)                 | 6                |            |            |            |            |            |            |            |            |            |            |
| Nemzeti Liberális Párt (PNL)                | 3                |            |            |            |            |            |            |            |            |            |            |
| Románok Egyesüléséért Szövetség (AUR)       | 2                |            |            |            |            |            |            |            |            |            |            |
| Szabad Emberek Pártja (POL)                 | 2                |            |            |            |            |            |            |            |            |            |            |

A polgármesterválasztási eredmények:
| Helyezés | Polgármesterjelölt | Párt                                                 | Szavazatszám | Elért eredmény |
| 1.       | Soós Zoltán        | független                                            | 25 296       | 41,35%         |
| 2.       | Dorin Florea       | független                                            | 18 038       | 29,48%         |
| 3.       | Pop Cosmin-Adrian  | független                                            | 8 509        | 13,91%         |
| 4.       | Suciu Horațiu      | független                                            | 4 114        | 6,72%          |
| 5.       | Pescar Radu-Mircea | Egységes Jobboldal Szövetség (Alianța Dreapta Unită) | 1 861        | 3,04%          |
| 6.       | Baciu Rodica       | független                                            | 1 501        | 2,45%          |
| 7.       | Vântu Cristian     | Románok Egyesüléséért Szövetség (AUR)                | 1 059        | 1,73%          |
| 8.       | Bălaș Radu-Florin  | Szabad Emberek Pártja (POL)                          | 792          | 1,29%          |

## Oktatás

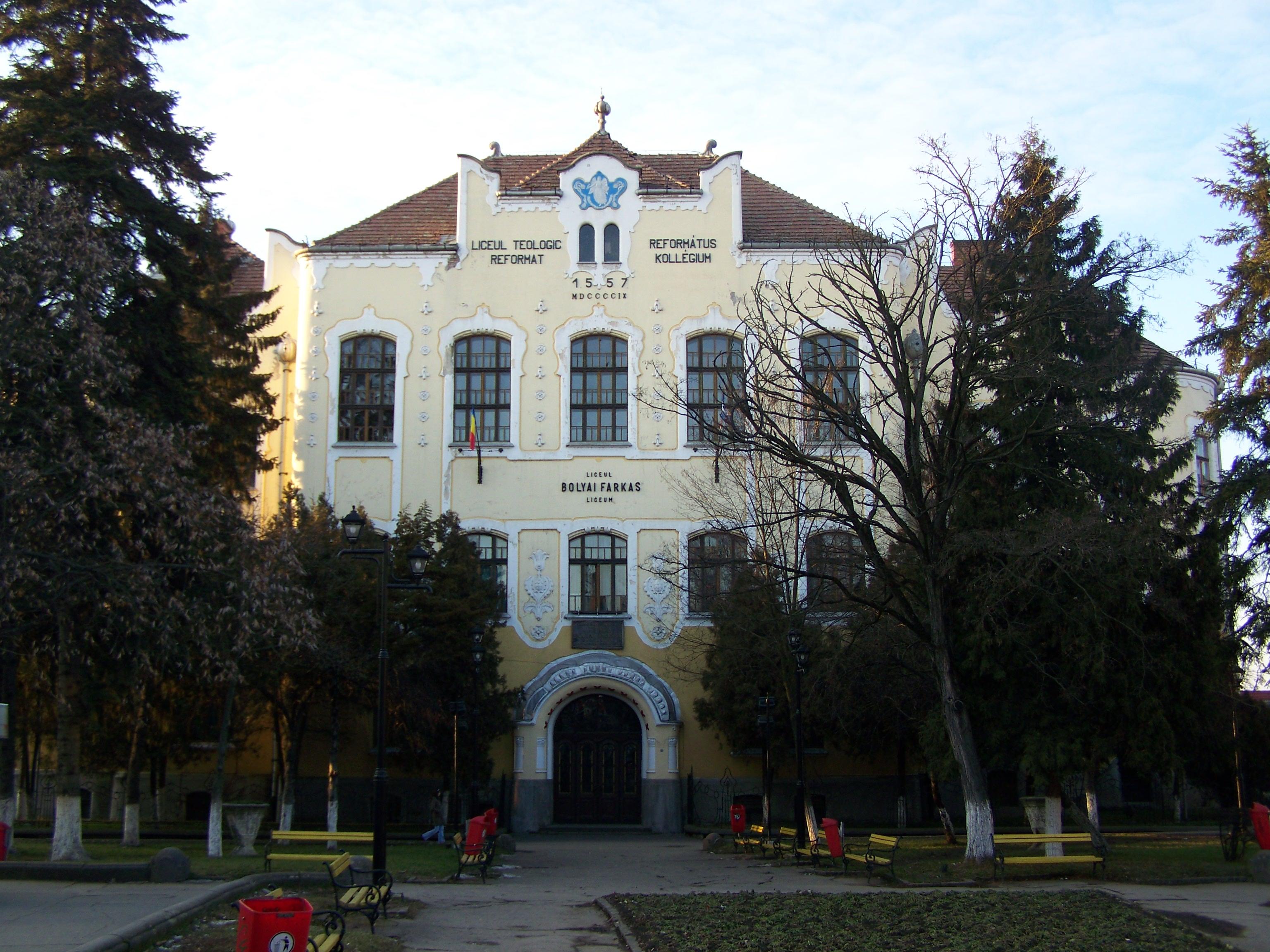
A Református Kollégium és a Bolyai Farkas Elméleti Líceum épülete

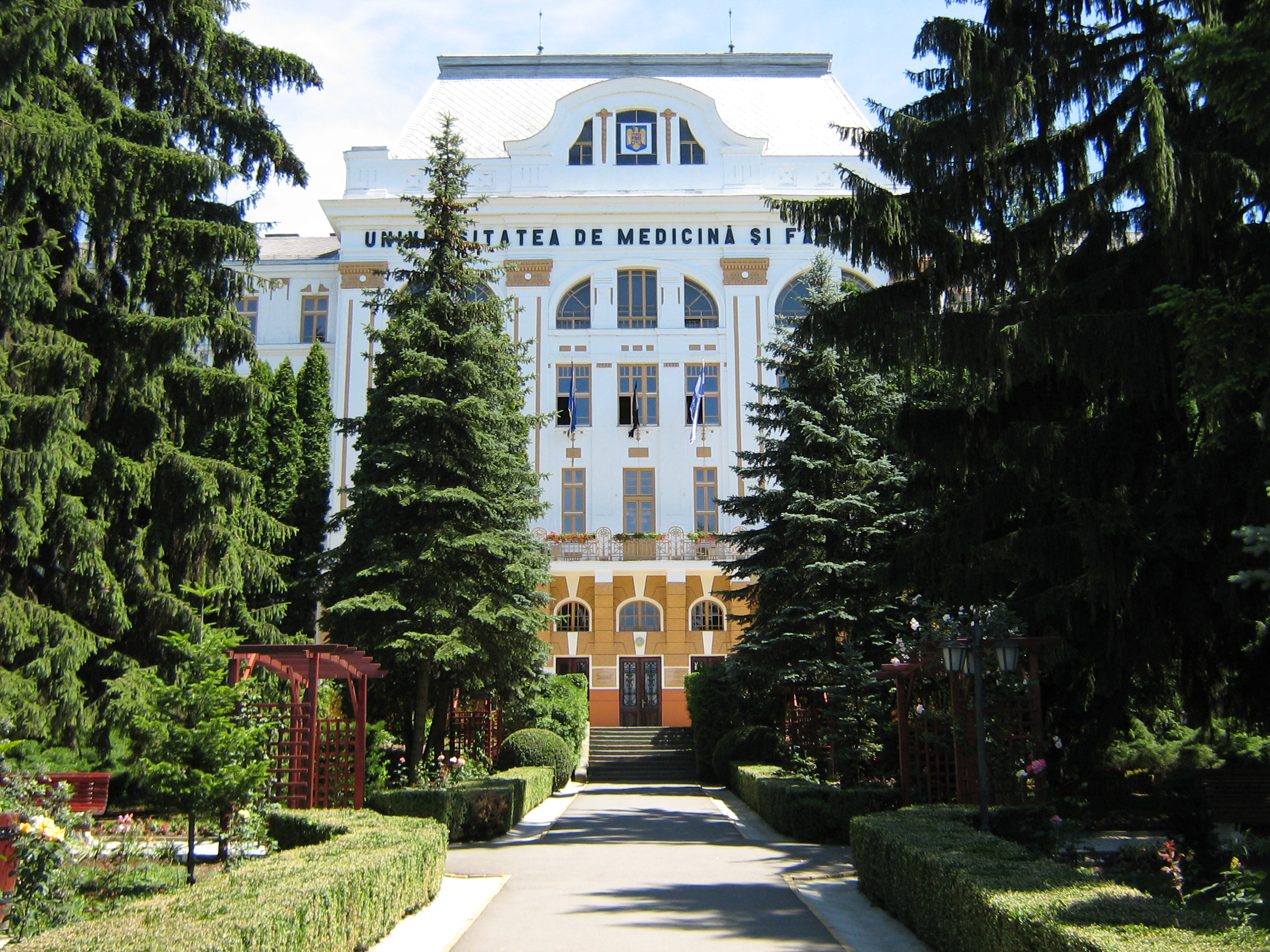
A Marosvásárhelyi Orvosi és Gyógyszerészeti Egyetem épülete

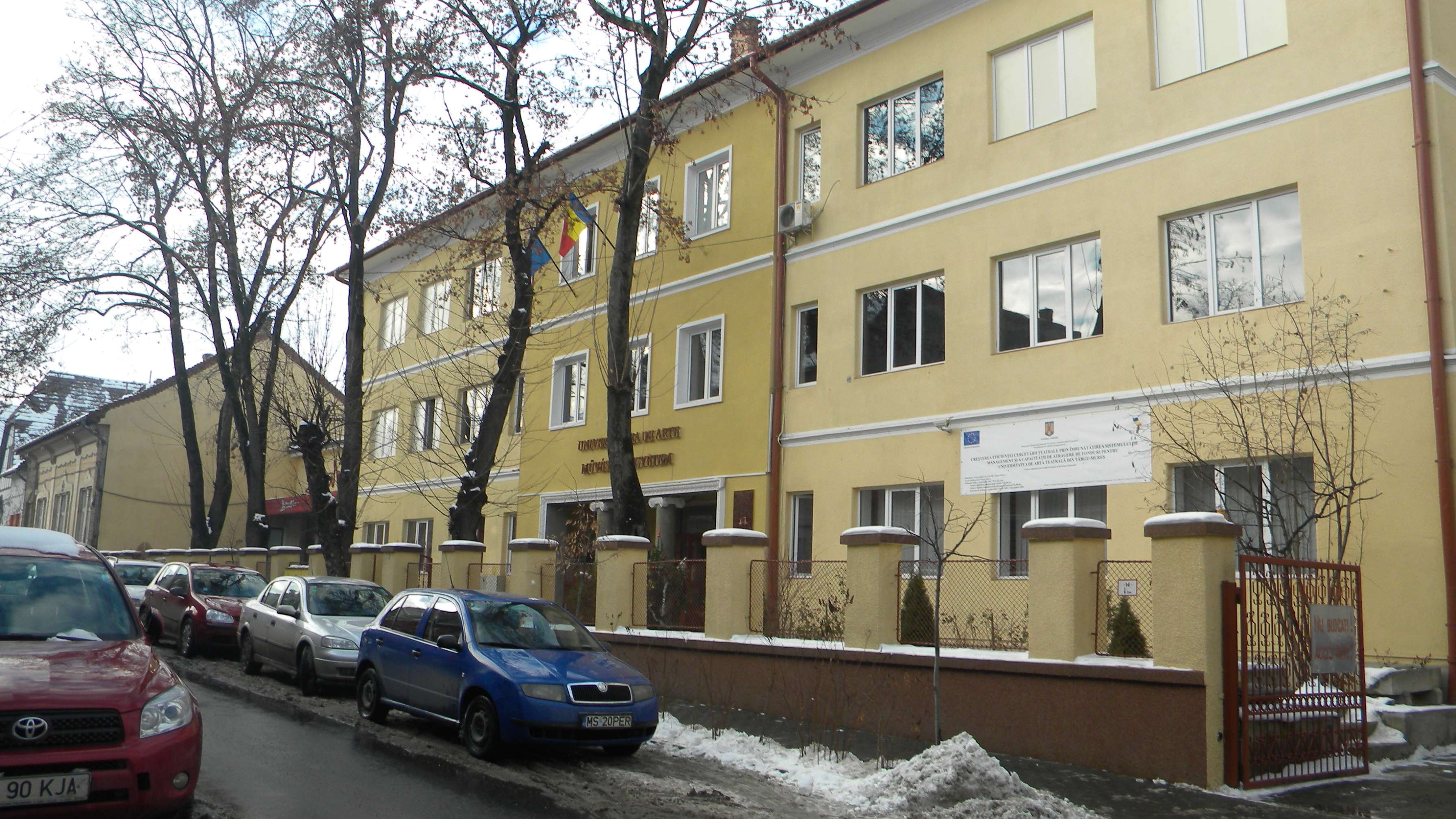
A Marosvásárhelyi Művészeti Egyetem főépülete

A Sapientia modern épülete a város határában

### Oktatási intézmények
Az idők során az országos átlagnál több iskola működött a településen, de az első felsőfokú iskola csak 1945-ben jött létre (az Orvosi és Gyógyszerészeti Egyetem). A századfordulón a város legrangosabb iskolái a Református Kollégium és a Római Katolikus Gimnázium volt. Marosvásárhelyen még működött állami alsófokú iskola, valamint 1893-ban alakult fém- és faipari szakiskola. 1906-ban kezdődött meg a tanítás a katonai alreáliskolában. 1914-ben három óvoda, tizenhárom elemi iskola, két ipari szakiskola, három polgári, két főgimnázium, egy leánygimnázium, egy fa- és fémipari szakiskola, egy kereskedelmi-, egy zeneiskola és egy kadétiskola működött. 1918-ban, a román seregek bevonulása után, az oktatási intézmények jelentős része román tannyelvűvé vált.
Csak a református és katolikus egyházak tartottak fenn magyar tannyelvű iskolákat, állandó anyagi gondokkal és csak csökkentett létszámmal. A katolikus főgimnázium nem tudta fenntartani felsőbb osztályait, és hogy megtarthassa főgimnáziumi jellegét, az 1934/1935-ös tanévben idehozták Csíksomlyóról a római katolikus fiútanítóképzőt.
Észak-Erdély 1940-ben történt felszabadítása után a román tannyelvű iskolákat Dél-Erdélybe költöztették, és az román megszállás alatt lepusztult oktatási intézményeket felújították.
A második világháború után az elköltöztetett iskolákat visszahozták. 1948-ban államosították az egyházi iskolákat és átszervezték az oktatási rendszert. Így egy román és egy magyar tannyelvű, illetve egy vegyes gazdasági iskola jött létre. A magyar középiskola Iosif Rangheț, majd 1957-től Bolyai Farkas nevét vette fel, míg a román középiskola Alexandru Papiu Ilarian nevét. 1958-ban a nacionalizmus felerősödésével a magyar tannyelvű iskolákat, 1960-ban pedig a középiskolákat vegyes tannyelvűekké alakították át.
1945-ben a román karhatalom által végzet oktatási reform miatt, amelynek nem titkolt szándéka az asszimilációs folyamat elősegítése volt a magyar közösségen belül Marosvásárhelyre helyezték a kolozsvári magyar tannyelvű Bolyai Tudományegyetem Orvosi – Gyógyszerészeti Karát. A Bolyai Tudományegyetem a városba költöztetett kara a volt katonai alreáliskola épületét kapta meg tevékenysége folytatásához és 1948-ban független felsőoktatási intézménnyé vált. Az egyetem 1960-tól vált vegyes tannyelvűvé, amikor néhány kolozsvári román tanár és egyetemi szakcsoport került áthelyezésre ide. Ezek száma fokozatosan emelkedett a román szocializmus idején, majd 1980-as évek elején az oktatás java része már román nyelven zajlott. Ezzel a folyamattal párhuzamosan a magyar hallgatók száma is csökkent. A kommunista diktatúra éveiben folyamatosan csökkentették a meghirdetett magyar helyek számát is (a közbeszéd gyakorta numerus clausust emlegetett, hiszen a magyar helyek az összlétszámnak csak mintegy harmadát tették ki), aminek következtében sok magyar diák románul kényszerült tanulni az egyetemen. A rendszerváltozás után – az egyetem magyar oktatói és a magyar politikai, érdekvédelmi, tudományos és diákszervezetek elszánt küzdelme folytán – fokozatosan emelték a magyar helyek számát, de egészen a kétezres évek végéig a román tannyelvű helyek voltak többségben. Jelenleg már azonos számú román és magyar tannyelvű hely van az egyetemen (mindkét oktatási nyelven 134 államilag támogatott és 50 fizetéses hely), és egy angol tannyelvű, kizárólag fizetéses helyekkel (70 hellyel) működő általános orvosi szak is indult, a korábban is folyamatosan emelkedő számú külföldi diákság számára. Az egyetemnek jelenleg három karon (Általános Orvosi Kar, Gyógyszerészeti Kar, Fogászati Kar) 12 alapképzésű szakja van, amelyeken évfolyamonként 1140 hallgató tanul. Az alapképzés után az egyetem mesteri (illetve rezidens) képzést, a doktori iskolát, illetve – orvosok számára – posztdoktori iskolát is működtet.
1954-ben szintén Marosvásárhelyre került a kolozsvári Szentgyörgyi István Színművészeti Intézet áthelyezése, amely a későbbiek során román tagozattal bővült, és több alkalommal nevet változtatott. Jelenleg Marosvásárhelyi Művészeti Egyetem néven színházi, zenei és képzőművészeti szakokkal működik, két fakultással (színházi és zenepedagógiai). 1961-ben alakult a Pedagógiai Főiskola, amely 1996-tól Petru Maior nevét viseli. 1990-ben nyitotta meg kapuit a Dimitrie Cantemir Egyetem a marosvásárhelyi részlegét. 2001-ben került megalapításra a Sapientia Erdélyi Magyar Tudományegyetem marosvásárhelyi részlege, a Műszaki és Humántudományok Kara. Magyarország kormányának segítségével 2005-ben a Tudományegyetem egy teljesen új, számára tervezett épületbe költözött a város határában.
A város felsőoktatási intézményeiben tanuló magyar hallgatókat segíti az 1990-ben alakult Marosvásárhelyi Magyar Diákszövetség.
2000-ben a városban a felsőoktatási intézmények mellett 19 középiskola működött. Ezekből három elméleti líceum, illetve főgimnázium, egy-egy művészeti, egészségügyi, tanítóképző, sportiskola. A többi középiskola kereskedelmi, mezőgazdasági, fém-, fa- és vegyipari szakközépiskola. Az elemi iskolákat tekintve húsz általános iskola és két kisegítő iskola működik. Az összes általános iskola vegyes tannyelvű.
2020/21-es tanévben 12 468 általános iskolába járó diák közel 40%-a (4 931 diák) tanult magyar tanítási nyelvű osztályokban.
| Általános Iskolák | Középiskolák | Egyetemek |
| --- | --- | --- |
| Iskolák csak általános iskolai osztályokkal - Alexandru Ioan Cuza Általános Iskola (Bărăganului u. 2/B) - Besei Elemi Iskola (Remeteszeg u.) - Dacia Általános Iskola (A épület Ibolya u. 6. B épület Tudor Vladimirescu u. 122.) - Dr. Bernády György Általános Iskola (Dózsa György u. 11.) - Európa Általános Iskola (Victor Babeş u. 11.) - Friedrich Schiller Általános Iskola (Kárpátok sétánya 23.) - George Coşbuc Általános Iskola (Moldva u. 30.) - Liviu Rebreanu Általános Iskola (Şuruianu u. 1-3.) - Mihai Viteazul Általános Iskola (Munkás u. 17.) - Nicolae Bălcescu Általános Iskola (Ialomiţei u. 2) - Romulus Guga Általános Iskola (Cernavodă u. 2.) - Szivárvány Alapítvány Hidegvölgyi Roma Elemi Iskolája (Hidegvölgy u.) - Serafim Duicu Általános Iskola (A épület Vajdahunyad u. 38. B épület Caraiman u. 50/A) - Tudor Vladimirescu Általános Iskola (Bátorság u. 51.) - 7-es Számú Általános Iskola (Építők sétány 49.) Középiskolák Általános iskolai osztályokkal - Bolyai Farkas Elméleti Líceum (Bolyai utca 3.) (magyar nyelvű) - Művészeti Líceum (Forradalom u. 9.) - Református Kollégium Általános Iskolája (Forradalom u. 8.) (magyar nyelvű) - II. Rákóczi Ferenc Római Katolikus Teológiai Líceum (Mihai Viteazul/Klastrom u. 15.) (magyar nyelvű) - Szász Adalbert Sportlíceum (Kinizsi Pál u. 9/A) - Unirea/Egyesülés Főgimnázum (Mihai Viteazul u. 17) (román nyelvű) | Elméleti, művészeti pedagógiai és sport líceumok - Alexandru Papiu-Ilarian Főgimnázium - Bolyai Farkas Elméleti Líceum - Mihai Eminescu Pedagógiai Líceum - Művészeti Líceum - Református Kollégium - II. Rákóczi Ferenc Római Katolikus Teológiai Líceum - Szász Adalbert Sportlíceum - Unirea/Egyesülés Főgimnázum Szakközépiskolák - Aurel Persu Líceum - Avram Iancu Líceum - Constantin Brâncuşi Líceum - Elektromaros Líceum - Erdély Gazdasági Kollégium - Gheorghe Marinescu Líceum - Gheorghe Şincai Líceum - Ion Vlasiu Líceum - Traian Săvulescu Mezőgazdasági Kollégium - Traian Vuia Líceum | - Marosvásárhelyi Gyógyszerészeti és Orvosi Egyetem - Sapientia Erdélyi Magyar Tudományegyetem - Petru Maior Egyetem - Színművészeti Egyetem - Dimitrie Cantemir Egyetem - Református Kántor-Tanítóképző Főiskola - Gábor Dénes Főiskola |

### Könyvtárak

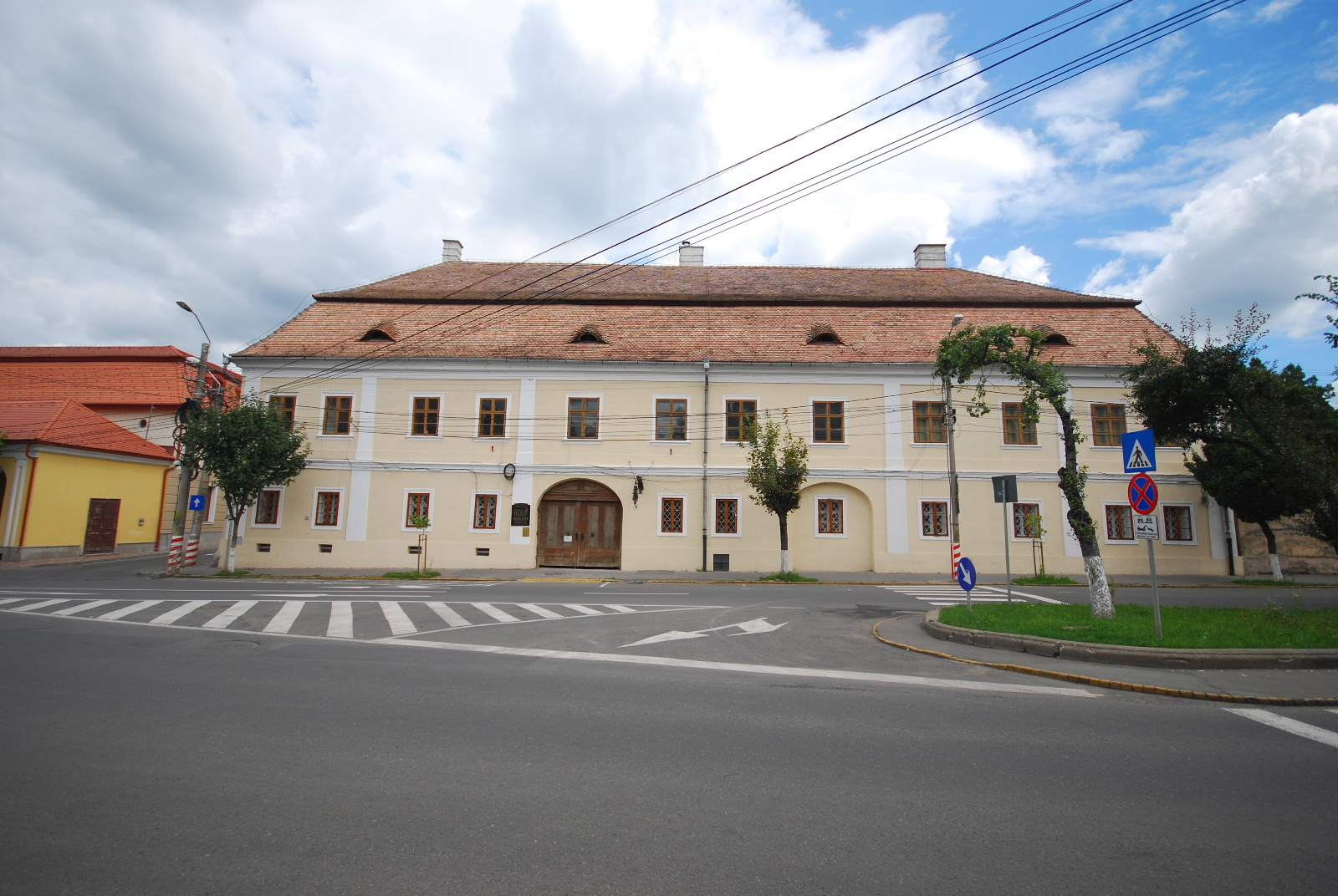
Teleki Téka

A város első nyilvános, mindenki számára elérhető könyvtára az 1802-ben Teleki Sámuel báró által létesített világhírű Teleki Téka. 1948-ban a 40 000 kötet tartalmazó Téka sem kerülhette el az államosítási folyamatot. 1961-ben egyesítésre került Bolyai Farkas Elméleti Líceum, vagyis az egykori Református Kollégium könyvállománya és a Teleki Tékáé. A nagyszabású egyesülési folyamat során az intézmény nevét Teleki – Bolyai Könyvtárrá változtatta, amely jelenleg a Maros Megyei Könyvtár részlegeként van számontartva csaknem 200 000 régi, rendkívül értékes könyvvel. A városi könyvtár 1913-ban indult Bernády György polgármestersége alatt 13 663 kötettel, amelynek állománya 1944-ig 68 301 kötetre, majd 2000-ig 600 000-re gyarapodott. Intézményi könyvtárak vannak az Orvosi és Gyógyszerészeti Egyetemen, a Petru Maior és Dimitre Cantemir Egyetemeken, a Sapientia Erdélyi Magyar Tudományegyetemen, a Levéltárban és a Gheorghe Șincai Társadalomkutató Intézetben.

## Gazdaság

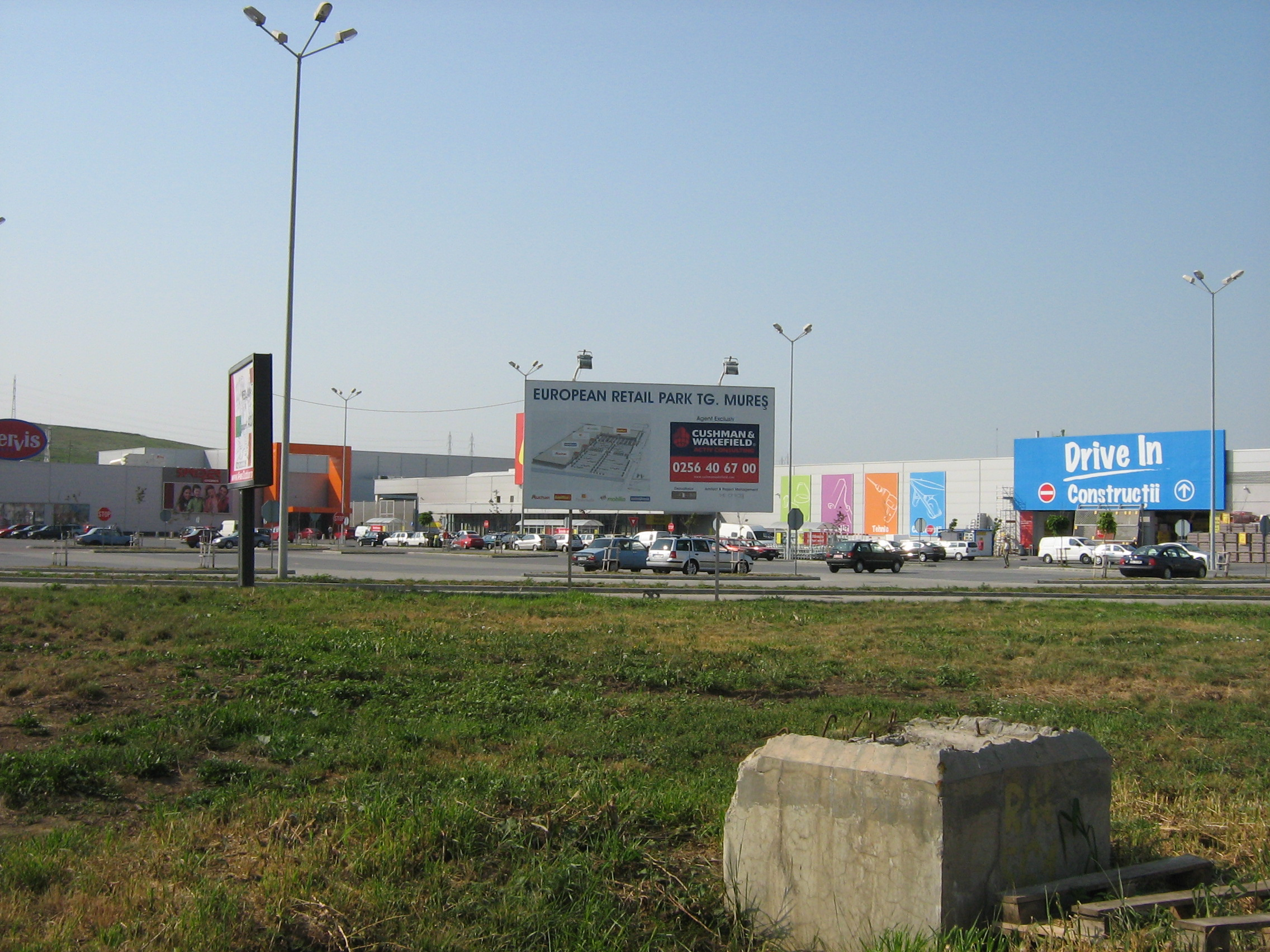
Az ERP

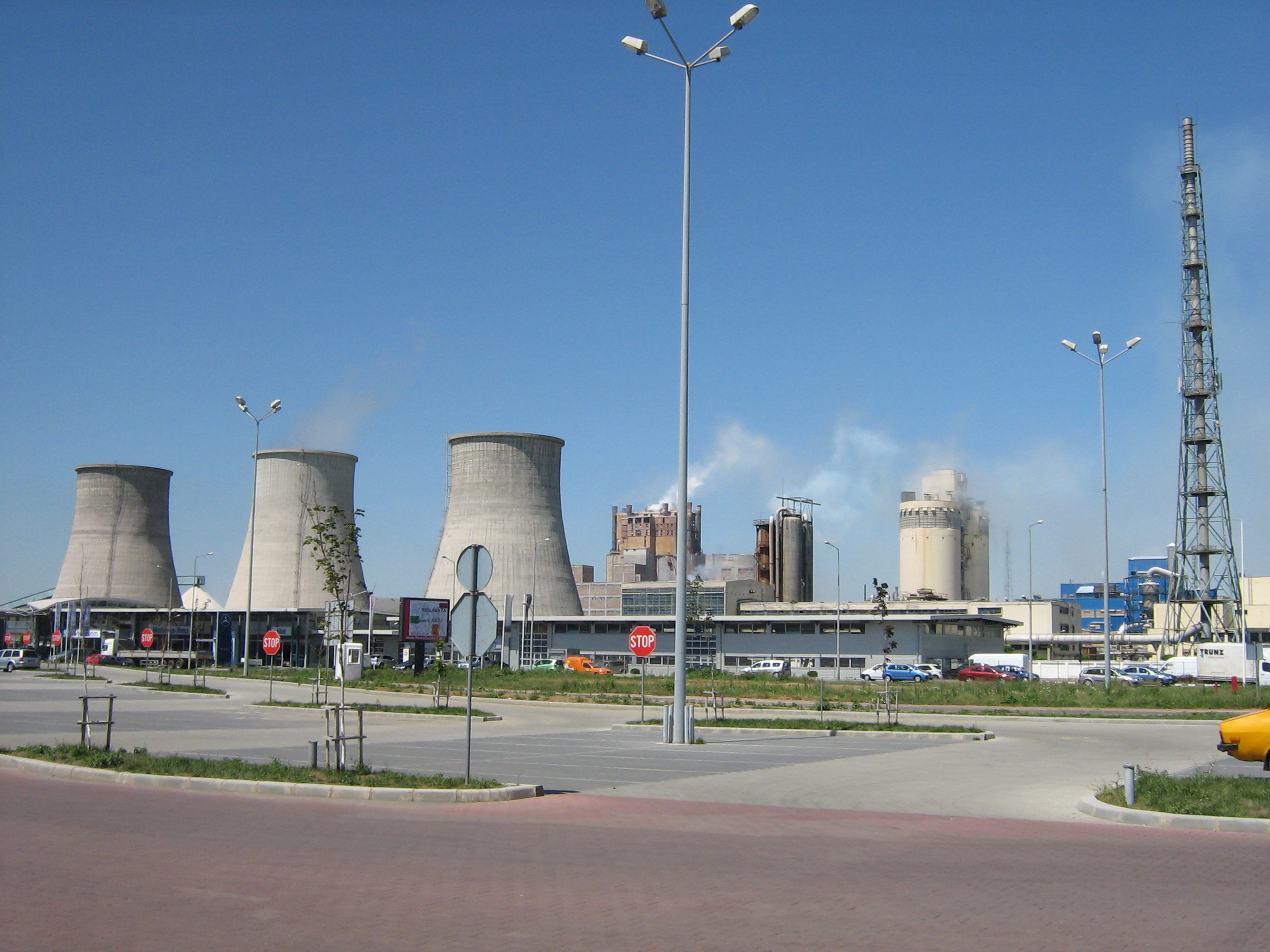
Az Azomureș vegyipari kombinát

Marosvásárhely jelenlegi nagyobb ipari létesítményei szinte mind a szocializmus idején jöttek létre. Ezek nagy része 1989 után privatizálásra kerültek.
A város ipari fejlődését meghatározó, mind a mai napig működő ipari egységei közé tartozik az 1949-ben alapított Electromureș (magyarosan Elektromaros), amely a városnak és környékének még 1989-ben is 8900 munkahelyet biztosított.
Marosvásárhely Romániában híres egészségügyi színvonaláról, ami többek között az Orvosi és Gyógyszerészeti Egyetemnek és a gyógyszergyártó Armedicának volt köszönhető, amely 1985-ben indult. 1998-ban Gedeon Richter Romania SRL kivásárolta a román államtól a cég 50,98%-os, többségi részesedését. 2003-ban a Gedeon Richter Romania SRL beolvadt a nyilvánosan működő SC Armedica SA. részvénytársaságba, megtörtént a társaság zártkörűvé alakítása és a neve Gedeon Richter Romania SA-ra változott. A többszöri tőkeemelések során a Richter tulajdonrészesedése 98,96%-ra emelkedett. A gyógyszergyár 2006-ban 39 termékével volt jelen a román piacon, legfontosabb termékcsoportjai: a szív- és érrendszeri, valamint a központi idegrendszerre ható készítmények, és antibiotikumok tabletta, kenőcs, illetve oldat formájában. A bel- és külföldi piaci kereslet növekedése, valamint a piaci pozíció megszilárdítása szükségessé tette 2007-ben, egy modern logisztikai központ létrehozását. Ez 13 000 m² beépített területet jelent közvetlenül a város mellett, amiből 5200 m² a raktárépület.
A helyi ipar legnagyobb létesítménye az Azomureș (magyarosan Azomaros) vegyipari kombinát.
A FrieslandCampina tejfeldolgozó üzeme is sok munkahelyet biztosít és fontos szereplője a helyi gazdaságnak.
A város közlekedése szempontjából nagyon fontos az 1961-ben Marosvásárhelyhez közel, az E60-as út melletti nemzetközi repülőtér. A repülőtér összeköttetést biztosít számos európai nagyváros között. Közvetlen közelében található a 2006-ban, az Európai Unió SAPARD alapjából felépített ipari park, ahol számos multinacionális cég végzi tevékenységét, több ezer munkahelyet biztosítva a környező települések lakosságának.
A településen, mint minden nagyobb városban számtalan multinacionális nagykereskedelmi cég működik. Az első ilyen nagykereskedelmi hálózat, a Selgros Cash & Carry 2002-ben települt a város északkeleti határába, Nagyernye községbe. A következő évben, 2003-ban egy hasonló egység nyitotta meg kapuit az E60 várost érintő délnyugati bejáratánál Metro Cash & Carry név alatt. A nagyáruházak helyi fejlődési történetében kulcsfontosságú esemény volt a 2007-ben átadott European Retail Park (röviden ERP), amely csaknem 18 000 m² és Auchan, BauMax, Media Galaxy , illetve Promenada Mall található benne. Szintén 2007-ben, november 30-án a Belváros közelében nyílt meg a Mureș Mall. De újabb beruházásokat terveznek az ingatlanfejlesztők is – két-három újabb bevásárlóközpont építését –, ilyen a TarguMures Plaza vagy a Plaza Centers.

### Azomureș vegyipari kombinát
Az Azomureș vegyipari kombinát Románia egyik legnagyobb ilyen jellegű vállalata, Marosvásárhely ipari életének szimbóluma. Habár az Azomureș Zrt. csak 1990-től működik, viszont jogutódja az egykori, a szocializmus korában, 1962-ben Combinatul de Ingrasaminte Azotoase Targu Mures néven alapított kombinátnak. Az 1997-ben Románia által kiírt privatizációs folyamat győztese a törökországi Transworld Fertilizers Holding jelenleg csaknem 55,97%-át birtokolja a részvényeknek. A 2005-ben az Azomureș Zrt. mért éves profitja 4,7 millió euró volt. A kombinát erősen szennyezi ammóniával a város levegőjét.

## Egészségügy

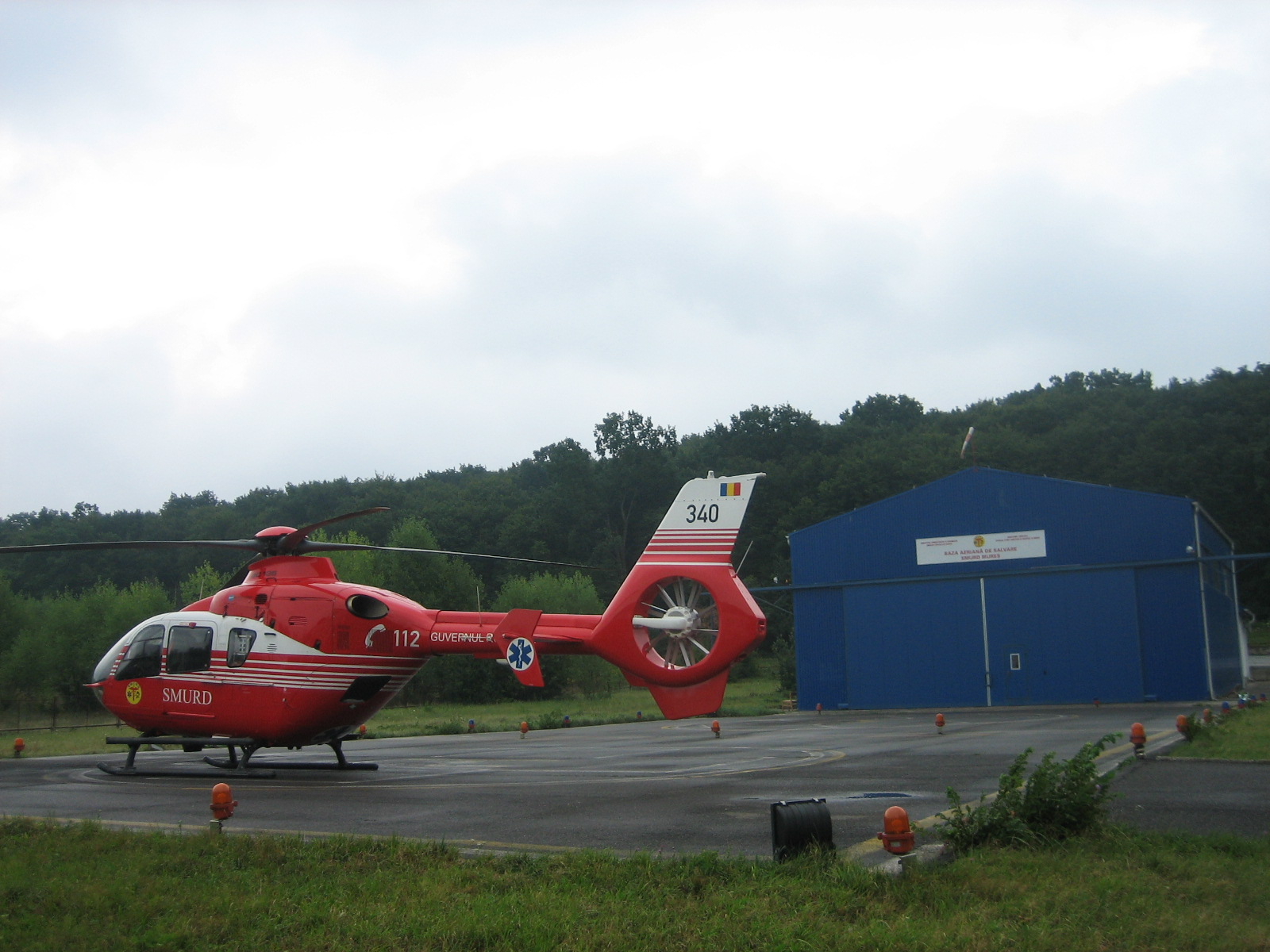
A SMURD helikopterbázisa a Maros Megyei Sürgősségi Kórház mellett

A Maros Megyei Sürgősségi Kórház

Az előző századforduló környékén, 1903-ban négy gyógyszertár, két kórház 109 ággyal, 14 orvossal, két halottkémmel működött. 1927–1928 között a magyar történelmi egyházak (római katolikus, református, unitárius) szanatóriumot építettek, amely az államosítás után szülészeti és nőgyógyászati klinikaként folytatta tevékenységét.
1951-ben összevonták az egészségügyi intézményeket. Ekkor jött létre az Egyesített Klinika, egy vezetés alá vonva a kórházakat, orvosi rendelőket. 1952 után több egészségügyi létesítmény is épült, mint például a szemészet, gyermekpoliklinika vagy az 1. számú poliklinika.
1991-ben alakult Marosvásárhelyen a SMURD, a Sürgősségi Betegellátó Szolgálat, amelyet a palesztin Raed Arafat alapított. Mára már szerte az országban működik.
Jelenleg a következő egészségügyi intézmények működnek a településen:
- 2 kórház – egy városi; 11 részlegre szakosodva, egy megyei; 7 részleggel
- 9 járóbeteg-rendelő ambulancia-poliklinika (SZTK)
- 1 vérelosztó és -konzerváló központ
- mentő + SMURD

## Sport

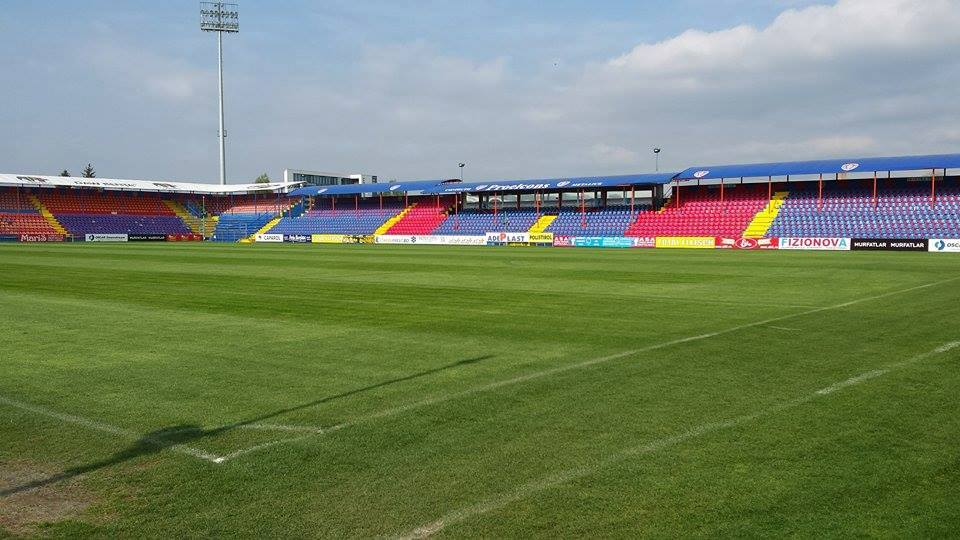
A marosvárhelyi futballstadion

Az első helyi sportegyesület 1898-ban alakult Marosvásárhelyi Kerékpározó Egyesület néven. 1906-ban a Marosvásárhelyi Sportegyesület, 1910-ben pedig a Munkás Testedző Egyesület alakult meg, amely többször is nevet kellett változtasson.
Jelenleg a város több sportágban is szerepel: labdarúgás, kézilabda, kosárlabda, röplabda, modellezés és vusu. Marosvásárhelyen három labdarúgócsapat működött, jelenleg kettő a harmadik ligában játszik. Ezek a következők: ASA Marosvásárhely, Gaz Metan Marosvásárhely és FCM Marosvásárhely. A leghíresebb csapat az ASA Marosvásárhely, ő volt az egyedüli, amelyik játszott az első ligában és az UEFA-ban. A kosárlabda terén a várost a BC Mures (magyarosan Maros KK) képviseli, amelyik az első ligában játszik és 2006/2007 évadban országos szinten a kilencedik helyen végzett.

## Kultúra

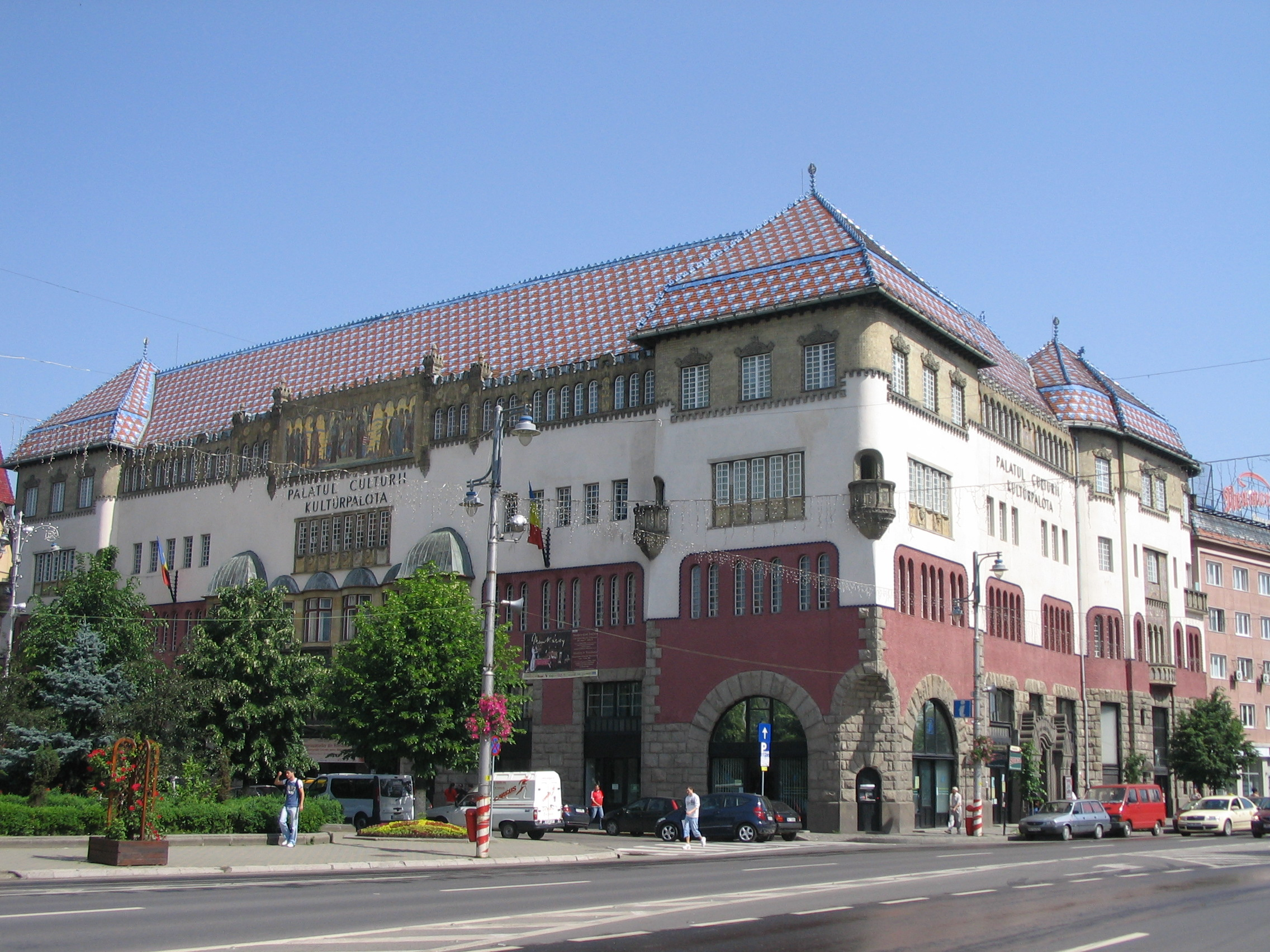
A Kultúrpalota szecessziós épülete (itt működik a Marosvásárhelyi Állami Filharmónia, de ez az épület adott otthont az egykori Székely Színháznak is)

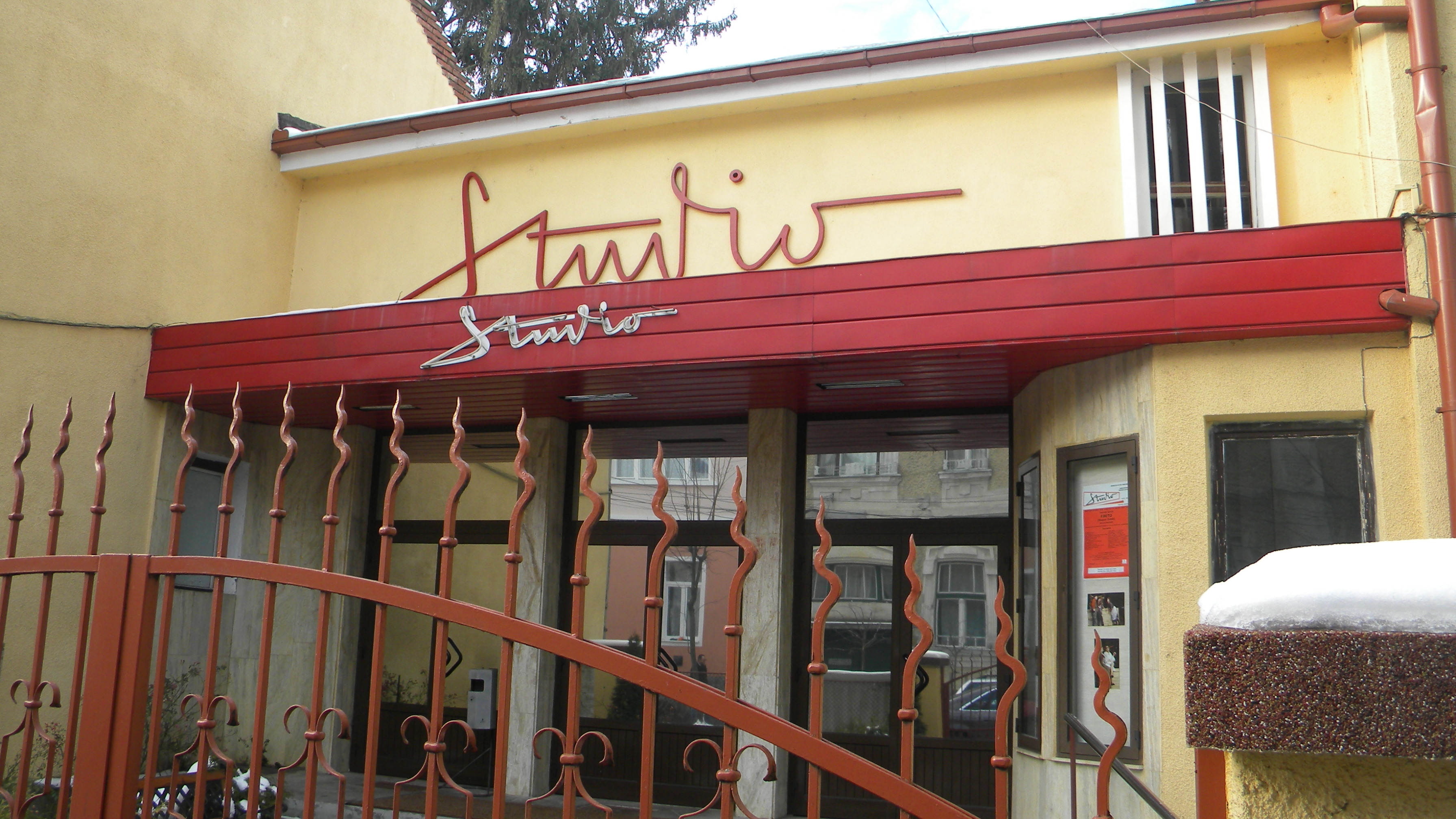
A Stúdió Színház bejárata a Köteles Sámuel utcában

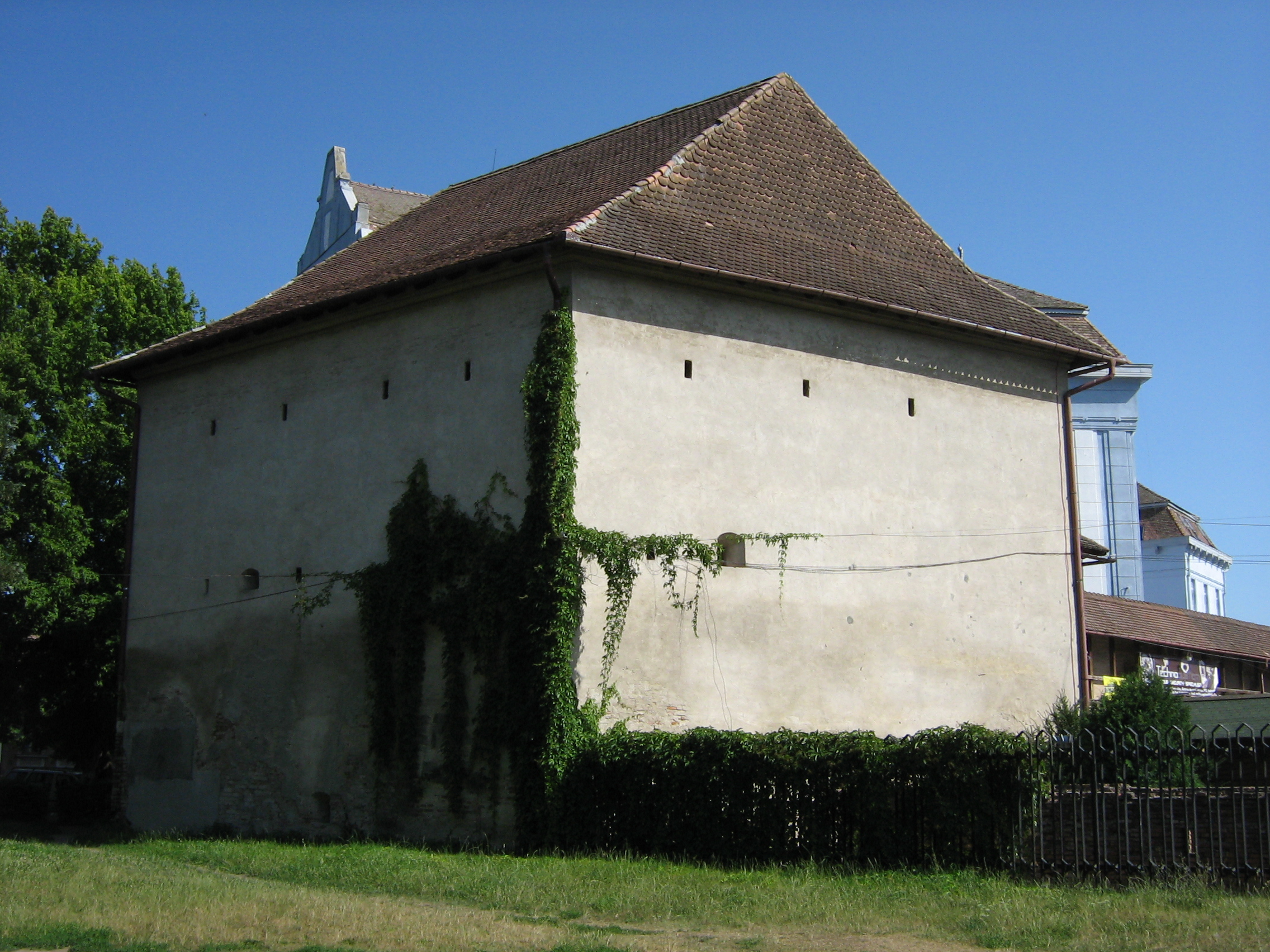
A Yorick Stúdiónak és a Teatrul74 színháznak otthont adó bástya a várban

Marosvásárhely hagyományosan a Székelyföld kulturális központjának számít, ahol mindig pezsgő színházi, zenei, képzőművészeti és irodalmi élet folyt. Mindenekelőtt színházi szempontból számít fontos kulturális központnak napjainkig, az itt működő, nagy múltú Székely Színház utódintézményének számító Nemzeti Színház, a Marosvásárhelyi Művészeti Egyetemhez tartozó Stúdió Színház, az Ariel Ifjúsági és Gyermekszínház és a számos alternatív társulat és játszóhely révén, de fontos múzeumok (történelmi és szépművészeti múzeum) és kiállítótermek is vannak a városban. Itt működik továbbá a legrangosabb erdélyi zenekarok egyikének számító Marosvásárhelyi Állami Filharmónia is.
A Nemzeti Színház az 1946-ban alakult Állami Székely Színház 1962-ben román tagozattal kibővített, és 1973 óta új épületben működő utódintézménye, amely az évek során többször is nevet változtatott (volt Székely Színház, Állami Székely Színház, Állami Színház, végül Marosvásárhelyi Nemzeti Színház). Magyar és román tagozattal működik (a magyar társulat neve Tompa Miklós Társulat, a románé pedig Liviu Rebreanu Társulat). A színháznak egy 600 férőhelyes nagyterme, egy 100 férőhelyes kisterme és egy kialakítás alatt álló „underground” terme van.
A Nemzeti Színház mellett az Ariel Ifjúsági és Gyermekszínház (egy 150 férőhelyes nagyteremmel és egy 70 férőhelyes „underground” teremmel), illetve a Marosvásárhelyi Művészeti Egyetem két nyilvános játszóhelye, a Stúdió Színház (174 személyes terem) és a 2011-ben alakult új, Levél utcai Bábszínház számít fontos színházi intézménynek. Az Ariel Színház elsősorban bábszínházként működik ugyan, de rendszeresen tartanak itt ún. „kőszínházi” és alternatív stúdió-előadásokat (főként a Nemzeti Színházzal és a Művészeti Egyetemmel közös koprodukciókat), illetve felnőtteknek szánt bábelőadásokat is. A városban működik az András Lóránt Társulat táncszínháza is.
A Stúdió Színházban a Művészeti egyetem színész és mozgásművész szakos diákjai és színésztanárai (Akadémiai Műhely) mutatnak be évente összesen 6-8 új előadást (ugyanannyi magyar és román nyelvű bemutatót tartanak minden évben). Látogatottsága – évente mintegy 9000 néző – több erdélyi hivatásos kőszínházéval vetekszik.
Több alternatív (alapítványi és magán) társulat is létezik a városban. A Marosvásárhelyi vár különböző bástyáiban négy, alkalmanként játszó, magát főként pályázati pénzekből és támogatásokból fenntartó kisebb színház működik (két magyar és két román színház), melyek közül a legrangosabbnak a magyar nyelven játszó Yorick Stúdió számít.
A könnyű (ún. „szórakoztató”) műfajok kedvelőit szolgálja ki a város két, egyaránt népszerű alternatív társulata, a Gruppen-Hecc és a HaHoTa.
A városban több helyi együttes is működik: a Defender, Autostop MS és Kővirág.
2005 és 2012 között itt rendezték meg a Sziget Fesztivál romániai „kistestvérét”, a Félsziget Fesztivált. A rendezvény kiváló helyszín az erdélyi és magyarországi magyarok találkozására, közös szórakozására is. 2017 óta a Vibe Fesztivál kerül évente megszervezésre a Maros partján.
1996 óta minden évben megrendezik a Marosvásárhelyi Napok című rendezvényt a várban. Az alkalmi színpadon egyaránt fellépnek magyar és román együttesek és énekesek. A színpadi előadásokkal egy időben a bástyákban színműveket adnak elő Színművészeti Egyetem tanulói. Az eseményeket a marosvásárhelyi polgármesteri hivatal rendezi, a multikulturalitás jegyében.
1993 óta évente megrendezik az Alter-Native Rövidfilmfesztivált. Az általában öt napig tartó nemzetközi filmfesztiválon a jórészt belföldi versenyfilmek mellett számos hazai és külföldi játékfilmet is vetítenek a fesztivál Off-programjában, továbbá koncertek és fotókiállítások is tarkítják a rendezvénysorozat kínálatát.
A Marosvásárhelyi Állami Filharmónia 1989 óta minden évben megrendezi a Musica Sacra Fesztivál című egyházzenei koncertsorozatot, amelyhez több Maros megyei település is csatlakozott.
A Maros Megyei Tanács 2006-ban felújíttatta a Kövesdomb negyedben bezárt mozitermet. Az újonnan felújított épületet a Maros Művészegyüttes kapta meg.
A marosvásárhelyi képtár tulajdonát képező Bernády-képek 2007. október 20. és 2008. február 17. között kiállításra kerültek. A tárlaton a magyar nagyközönség előtt eddig ismeretlen munkákat mutatnak be, így többek között: Barabás Miklós, Lotz Károly, Munkácsy Mihály, Ferenczy Károly és Fényes Adolf festményei tekinthetők meg. A szentendrei MűvészetMalomban a marosvásárhelyi gyűjteményből válogatott munkák mellett, az 1940-es évek elején Magyarországra visszakerült és jelenleg a Magyar Nemzeti Galéria tulajdonában lévő képek is helyet kaptak. A látogatók négy hónapon keresztül tekinthettek meg a festményeket. A tárlat fővédnökségét és anyagi támogatását Markó Béla és Hiller István, oktatási és kulturális miniszter vállalta.
Az irodalmi élet szempontjából a legfontosabb intézmények közé tartozik a két, havonta megjelenő irodalmi lap, a magyar nyelvű Látó Szépirodalmi Folyóirat és a román nyelvű Vatra (Tűzhely) folyóirat, továbbá az itt működő, román és magyar nyelvű könyvkiadók (Mentor, Impress, UartPRESS stb.). A Látó Folyóirat szervezésében havonta jelentkezik, a Látó Irodalmi Színpad, a Művészeti Egyetem Stúdió Színházában. A rendezvénysorozat keretében általában a szerkesztők által moderált és rendszerint könyvbemutatókkal egybekötött író-olvasó találkozókat tartanak, hazai és külföldi meghívottakkal.
Fontos eseménynek számít a Nemzeti Színházban évente megrendezésre kerülő Marosvásárhelyi Könyvvásár is, ahol romániai és külföldi magyar könyvkiadók egyaránt szerepelnek.

## Helyi sajtó
Marosvásárhely első helyi lapja a Székely Ellenzék volt, amely 1898–1920 között jelent meg. A 20. század első felében jelent meg a Székely Napló (1910–1930), az Erdélyi Napló szociális napilap (1901–1907), a Tükör politikai hetilap (1913–1925), a Vasárnap református lap (1901–1911) vagy a Marosvásárhely társadalmi-szépirodalmi lap (1911–1913). A két világháború között összesen 93 sajtótermék látott napvilágot. Csak 1925-ben 17 folyóirat, napi- és hetilap működött a városban.
A jelentősebbek 1940-ig: Zord Idő (1919–1921), a Ma (1925–1933), a Maros (1927–1933), a Maros Vidék (1933–1936), a Magyar Szó (1936–1941), a Reggeli Újság (1931–1943), a Székelyföld (1920–1937) politikai lapok; az Erdélyi Barázda (1920–1928) és az Erdélyi Társaság (1921–1922) hetilapok; a Magyar Népegészségügyi Szemle (1933–1942) és a Református Újság (1933–1943), valamint a város hivatalos újsága, az A város (románul: Orașul).
Jelenleg Marosvásárhelyen a Népújság, a Vásárhelyi Hírlap és a Központ nagyobb példányszámban eladott magyar nyelvű újságok, viszont szerte Maros megyében népszerűek. A Népújság Maros megye legolvasottabb napilapja.
A településen először a Marosvásárhelyi Rádió sugárzott 1958. március 28-án. 1985–1989 között a kommunista karhatalom betiltotta, és csak a forradalom után, 1990-től sugározhatott újból. A rádió multikulturális adó. Három nyelven: románul, magyarul és németül egyenlő arányban sugároz. Hat erdélyi megyében fogható: Maros, Kolozs, Beszterce, Hargita, Kovászna és Brassó megyékben, de az interneten is hallgatható. A Rádió GaGa 2000-től kezdte műsorainak szórását a Kossuth utcai ingatlanjában, ma már az egész megyében fogható.
1990 óta a városban több román kereskedelmi adó is stúdiót nyitott, mint az Antena1, ProTV vagy a PrimaTV. 2006. január 1-jétől létrejött az első helyi televízióadó, a Maros TV, amely műsoridejének felét magyarul, másik felét pedig románul közvetíti. Ezt követően az RCS&RDS csoport is felújította stúdióját, így a kábeltévé saját adóján műsorok is nézhetők. 2008 februárjától a Román Televízió is saját területi stúdiót nyitott. Azonban csak május 5-én sugárzott először műsorokat az RTV 2-es csatornáján. A területi stúdió műsorokat fog gyártani az RTV 3-as csatornájának, amelyet a romániai népcsoportoknak hoznak majd létre. A Duna Televíziónak is stúdiója van.
| Írott sajtó | Rádió/TV |
| --- | --- |
| - Központ - Népújság - Heti Színes - Vásárhelyi Hírlap - Maros és Hargita szava - EuroMaros.ro - kakukk.ro - Mediatica - Flash - Cuvântul liber - Informația de Mureș - Piața Mureșeană - Ziarul de Mureș - Zi de zi | - Marosvásárhelyi Rádió - Rádió GaGa - Erdély FM - Mix FM - Kiss FM - Rádió 21 - Magic FM - Europa FM - InfoPro - Maros TV - Prima TV Marosvásárhelyi Stúdió - ProTV Marosvásárhelyi Stúdió - Antena 1 Marosvásárhelyi Stúdió - Duna Televízió Marosvásárhelyi Stúdió - Erdélyi Magyar Televízió - Știi TV Marosvásárhelyi Stúdió |

## Közlekedés

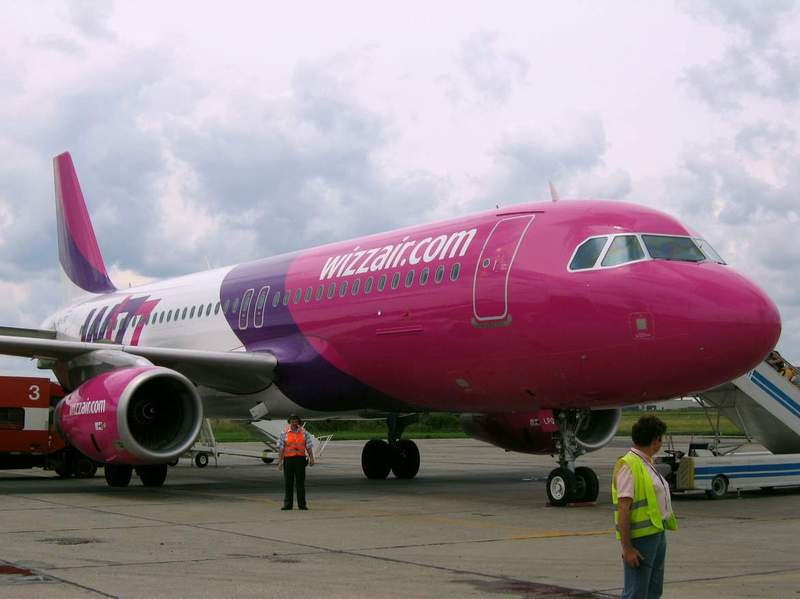
Egy Wizz Air-gép a repülőtéren

Marosvásárhely közvetlen közelében halad az E60-as európai út (Bukarest–Kolozsvár–Bécs). A megfelelő elkerülő utak hiányában ez a város egyik legnagyobb szennyezőforrása. A DN15 országos jelentőségű út Marosvásárhelyt köti össze Bákóval, Szászrégennel, Maroshévizen, Borszéken és Karácsonkőn keresztül.
A vasúti közlekedés terén a városnak összeköttetése van Románia nagyobb városaival. Marosvásárhely a Déda–Marosludas–Székelyföldvár vasútvonal mentén fekszik. Marosvásárhelyen volt a végállomása a Nyárád-völgyében Szovátáig közlekedő keskeny-nyomtávú vasútnak, melyet az 1990-es évek közepén számoltak fel.
A várostól 12 kilométerre délkeletre található a repülőtér (az ipari park mellett, Vidrátszeg határában). 2004-től komoly előrelépések történtek a repülőtér nemzetközivé tételére. 2006-tól közvetlen járatot indított a Malév, illetve a Wizz Air is. 2007 novemberében azonban a WizzAir váratlanul megszüntette marosvásárhelyi járatait és átköltöztette Kolozsvárra. Sajtóközleményükben az állt, hogy a kolozsvári repülőtér infrastruktúrája jobb. Végül 2008. május 15-étől ismét visszaköltöztette budapesti járatait. Sajtóközleménye szerint: „A Wizz Air 2006 júliusában indította el első járatait Marosvásárhelyről, majd 2007 novemberében erdélyi üzemelését Kolozsvárra költöztette. A tapasztalat azt bizonyította, hogy bár a kolozsvári üzemelés összességében sikeres, a Budapest és Erdély közötti forgalom jelentős része Marosvásárhelyre irányul.” A többi 2007 novemberében elköltöztetett járatát ellenben (London, Róma, Barcelona) továbbra is Kolozsvárról üzemelteti. 2011 júniusától a budapesti járat mellett újból visszaköltöztették a Wizz Air nemzetközi járatait Marosvásárhelyre. 2016. novemberben a repülőtér egyedüli partnere, a Wizzair, megszüntette a járatait, mivel a pálya teherbírása kisebb volt a gépek által igényeltnél. 2017. januárban a repülőtér megkapta a felújításhoz szükséges engedélyeket.
A tömegközlekedést helyi buszok biztosítják.

## Idézetek
Te vagy hát, óh Maros jámbor magyar vára
 Hol összefut a jó és a gonosz határa,
 Te vagy a pont, mellynél a vadság eltűnik,
 Te vagy, hol az ember érezni megszűnik.
 Vigyázz! mert közel van a homálynak partja
 Elnyél, ha az észnek fénye meg nem tartja
 Akinek díszére építsél templomot,
 És a vakság ellen hányj több-több ostromot.
 Tele oly lelkekkel termékeny kebled,
 Kikben meg-megannyi Mentorid tiszteled,
 Kiket a nemzetnek és a két hazának
 A bíztató egek gyámolúl adának. (Csokonai Vitéz Mihály)
De ha százszor elveszítjük is: újból és újból meg kell találnunk magunkban a reményt: a város, amelyet apáink emeltek, az erdélyi tolerancia és a más-más ajkú népek békességében visszafogadja egy napon száműzött fiait. (Sütő András)
Vásárhelynek lelke van, s ez a lélek sugárzik… (Márai Sándor)

### Újság
Több oldalról tettünk panaszt, hogy különösen a mellék utcáinkban a gyalogosok közlekedése jelenlegi időjárás mellett csaknem lehetetlen, a hólé egész pocsolyákat s patakokat képez úgy, hogy az átkelés csak csónakon lehetne eszközölhető. Ajánljuk az illetékes hatóság figyelmébe azt a körülményt, hogy még olyan olyan utcában, mint az Iskola-utca megvan a mizéria. Talán addig is mig a csatornázás és az utca burkolás kérdése megoldást nyer, lehetne a bajon segíteni a hó eltakarításával. (Székely Ellenzék, 1908. február 2.)
A collegium újjá építése alkalmából Chewasuss Ferenc tornatanár azzal az eléggé nem pártolható eszmével állt elő, hogy a collegium vegye fel a »Bolyai collegium« nevet. Nem tudjuk ezt az eszmét eléggé melegen ajánlani a collegium előljáróságának a figyelmébe. Bolyai Farkas neve az egész tudományos világ előtt ismeretes, de a nagy nevű tudós emlékének megörzéséül a református előljárósságának meg kellene azért fontolnia. (Székely Ellenzék, 1908. február 22.)

## Testvérvárosok
- Baja, Magyarország
- Budapest, Magyarország
- Budapest XI. kerülete, Magyarország
- Kecskemét, Magyarország
- Szeged, Magyarország
- Zalaegerszeg, Magyarország
- Ilmenau, Németország
- Bournemouth, Egyesült Királyság, Anglia
- East Renfrewshire, Egyesült Királyság, Skócia
- Güzelçamlı, Törökország